# رئوس مطالب ژاپن

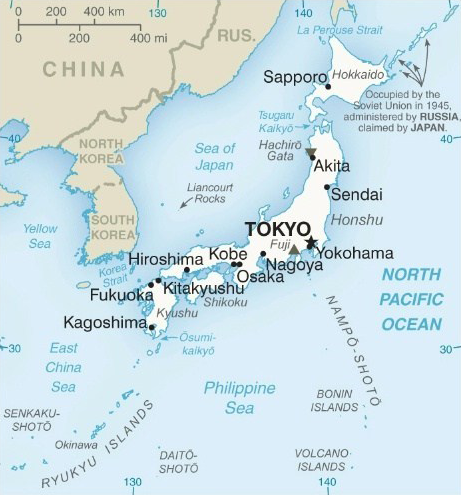
نقشه ژاپن

طرح زیر به عنوان مرور کلی و راهنمای موضعی ژاپن ارائه شده‌است:
ژاپن – کشوری جزیره‌ای در شرق آسیا، واقع در اقیانوس آرام است. این کشور در شرق دریای ژاپن، چین، کره شمالی، کره جنوبی و روسیه قرار دارد و از دریای اختسک در شمال تا دریای چین شرقی و تایوان در جنوب امتداد دارد. کانجیهایی که نام ژاپن را تشکیل می‌دهند به معنای "منشأ خورشید" است، به همین دلیل گاهی از ژاپن به " سرزمین طلوع خورشید " یاد می‌شود. ژاپن یک مجمع الجزایر از ۶۸۵۲ جزیره است. چهار جزیره بزرگ هونشو، هوکایدو، کیوشو و شیکوکو هستند که در مجموع حدود نود و هفت درصد از مساحت ژاپن را تشکیل می‌دهند.

## جغرافیای ژاپن

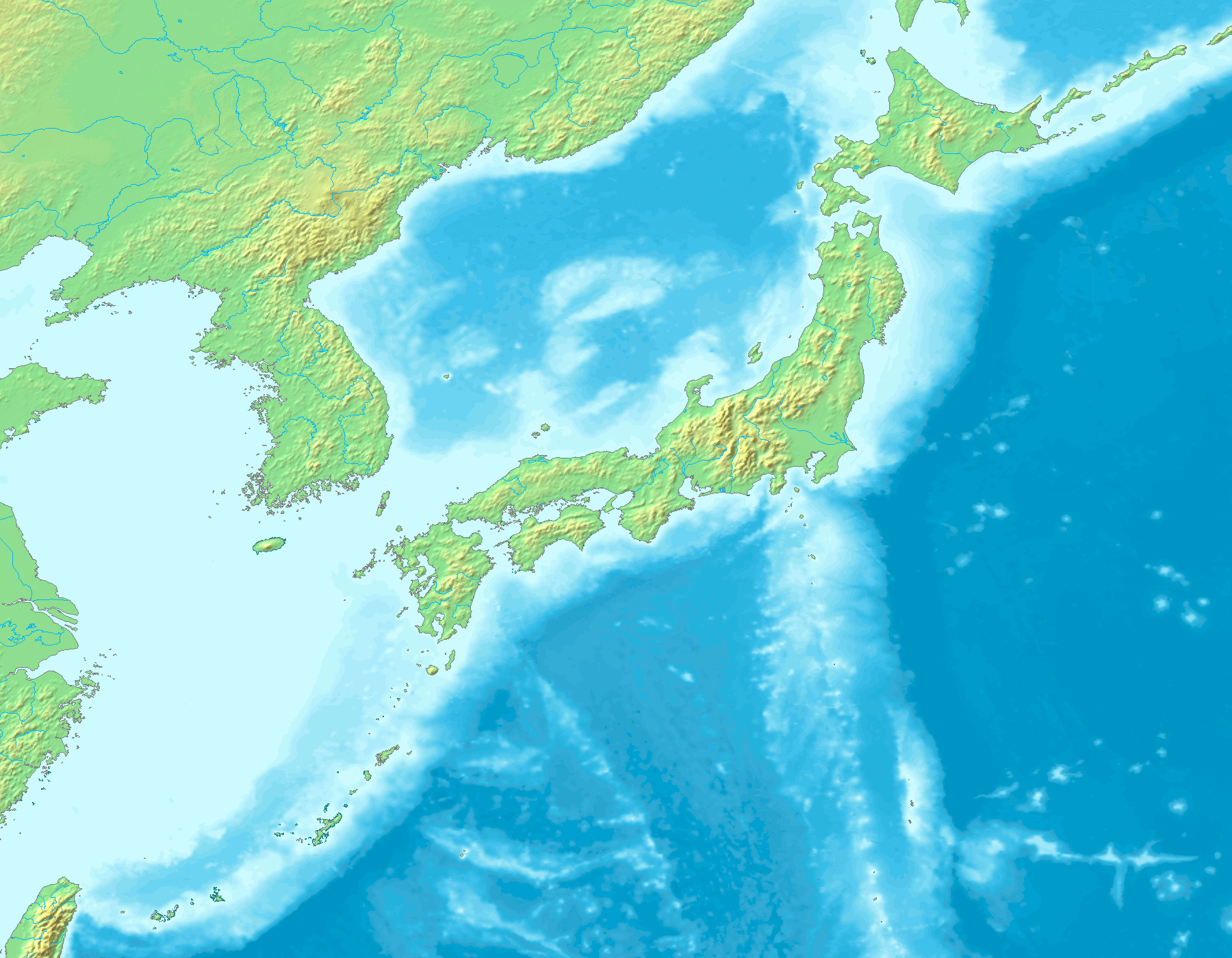
نقشه بزرگ توپوگرافی / هیدروگرافی ژاپن

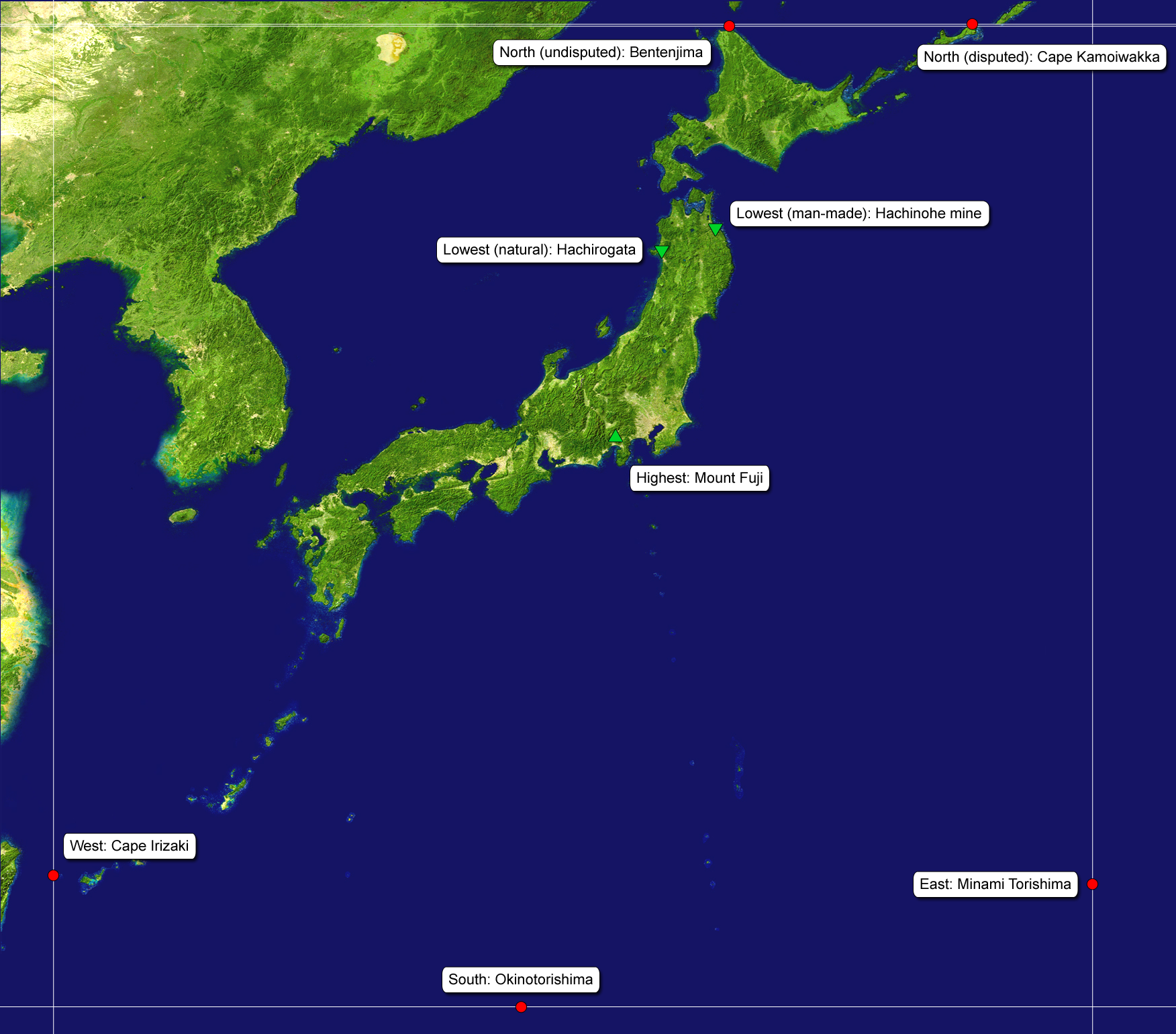
نقشه با قابلیت بزرگنمایی از نقاط ژاپن

### محیط زیست ژاپن

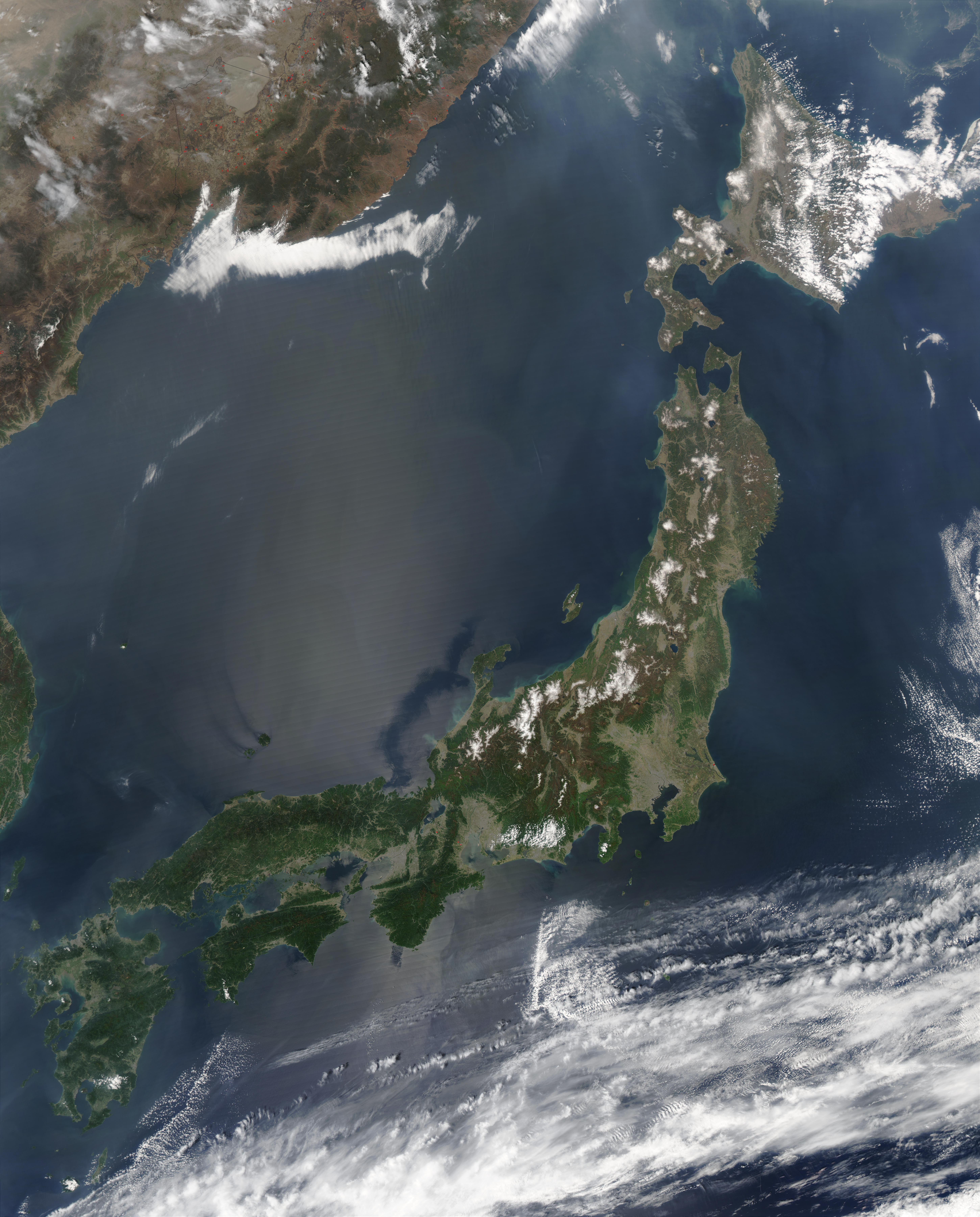
تصویر ماهواره ای از ژاپن

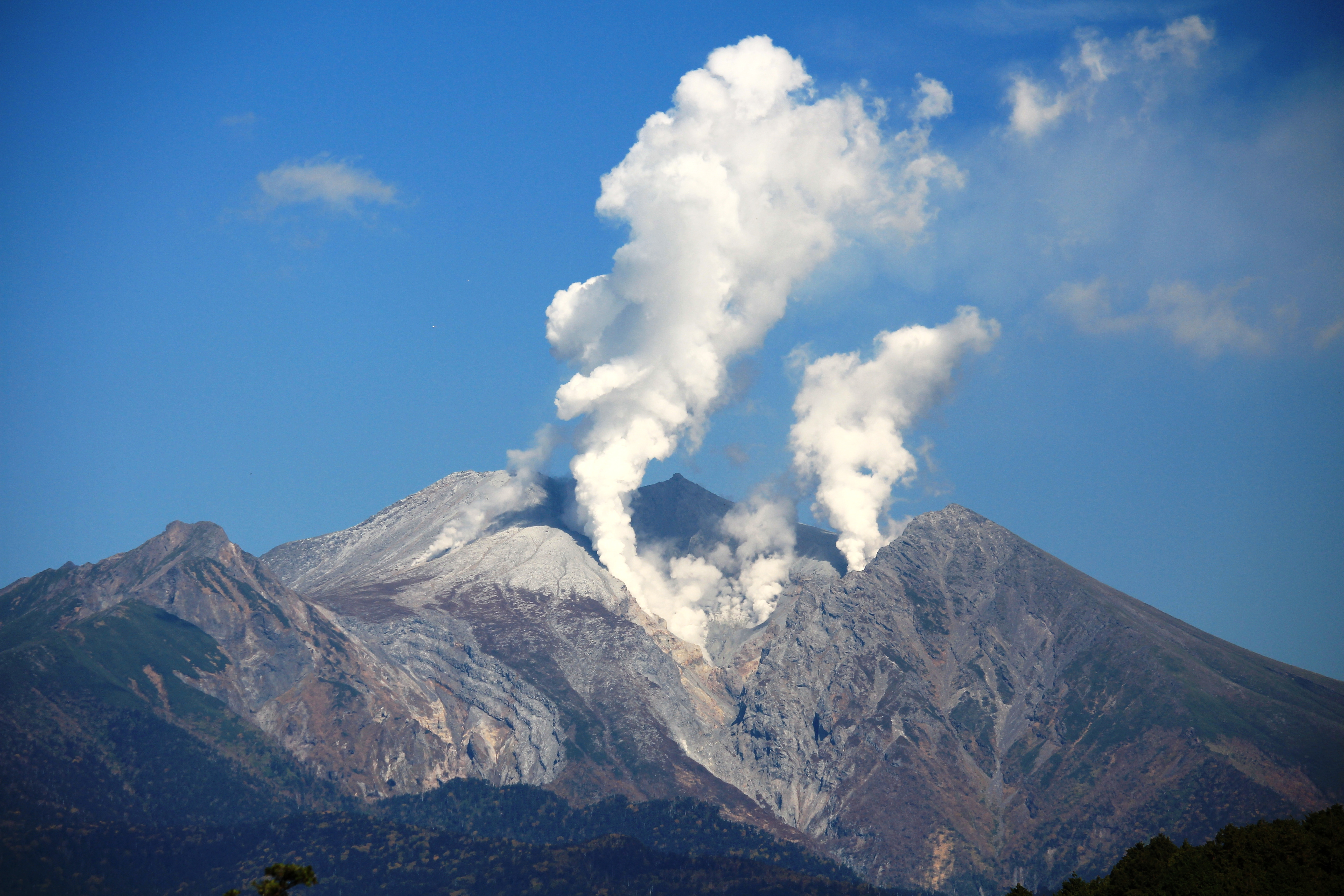
کوه انتاریک که از گذرگاه کوراکایک دیده می‌شود

#### ویژگی‌های جغرافیایی ژاپن

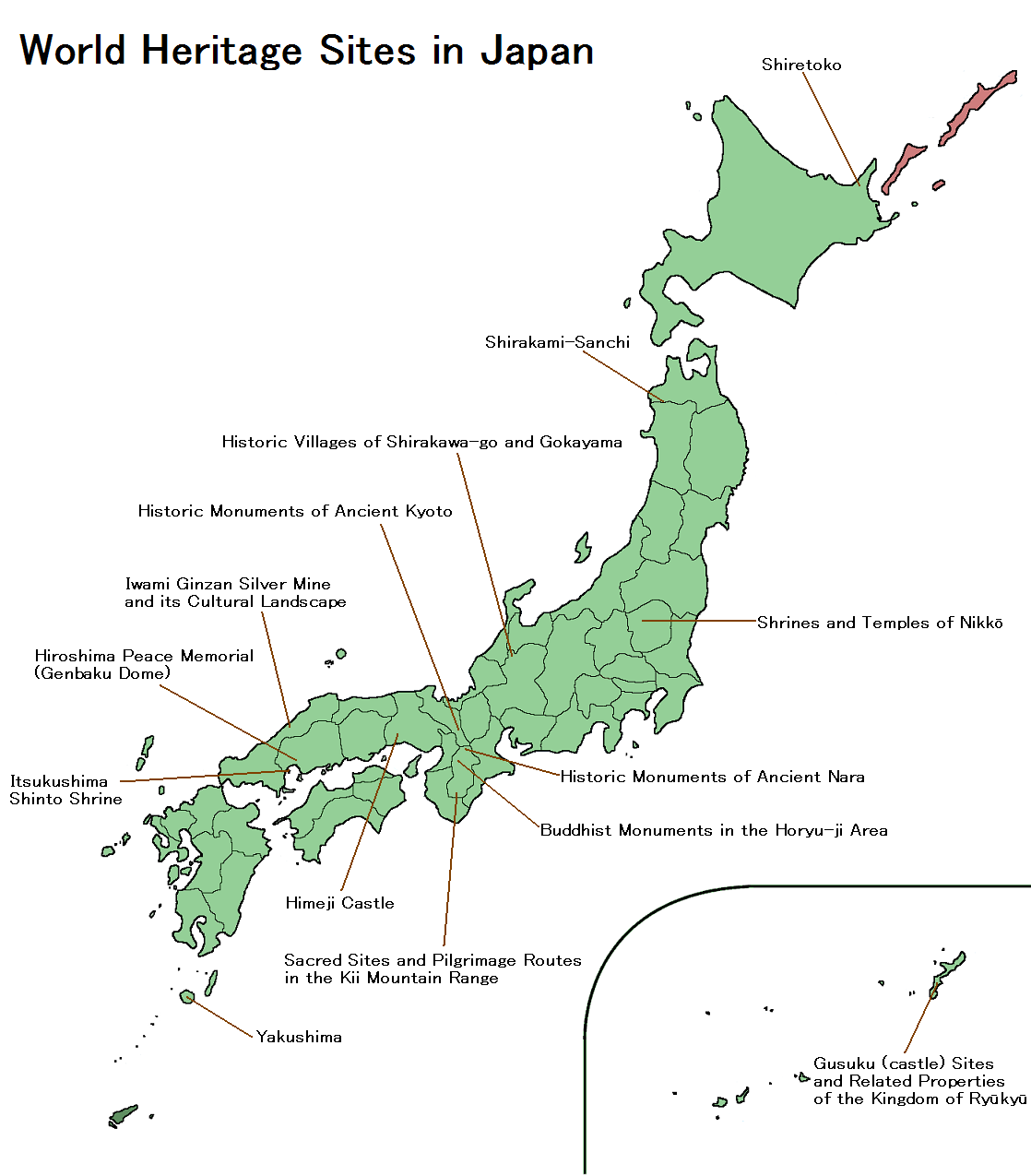
یک نقشه با قابلیت بزرگ از میراث جهانی ژاپن

### مناطق ژاپن

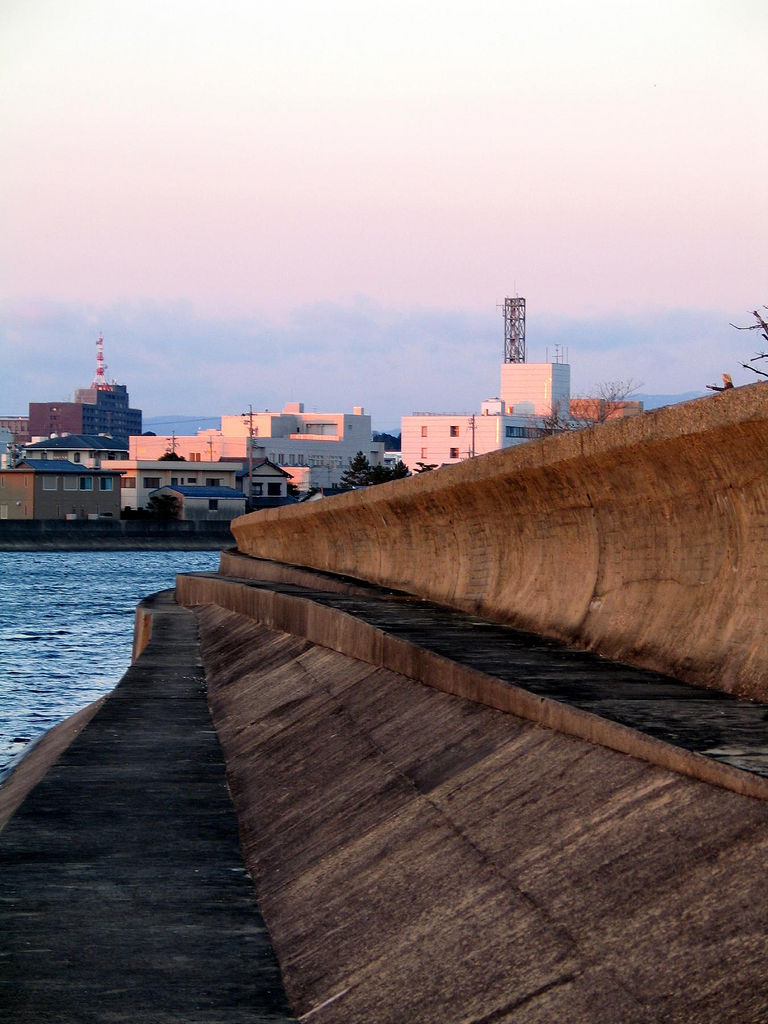
دیوار سونامی در تسو، میه

##### بخشدارهای ژاپن

نقشه بخشدارهای ژاپن در ISO 3166-2: سفارش JP و مناطق ژاپن

##### شهرداری‌های ژاپن

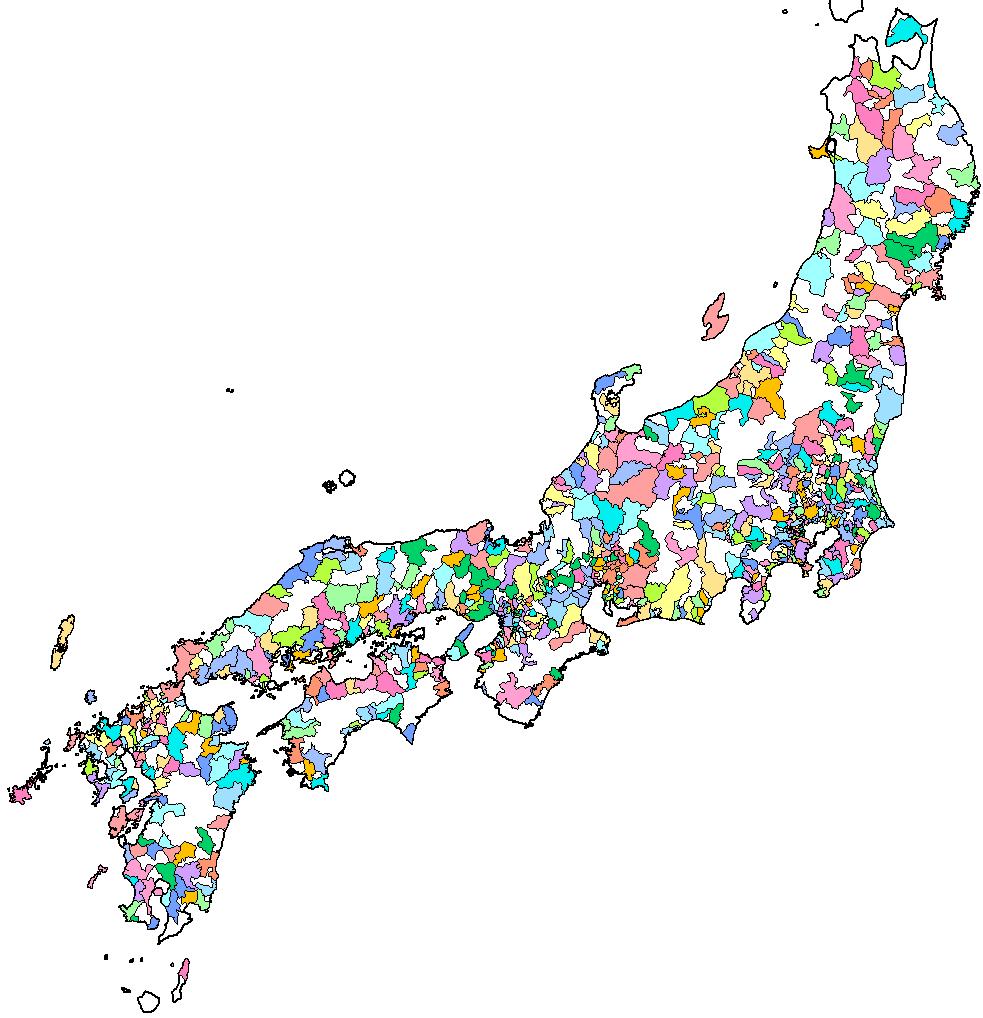
شهرهای ژاپن

## دولت و سیاست ژاپن

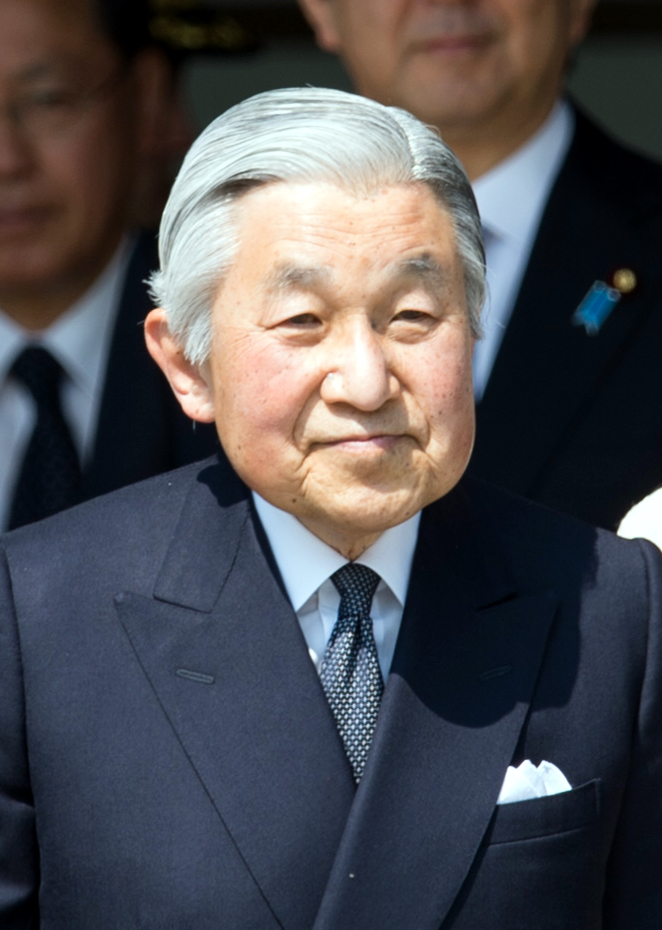
آکیهیتو، ۱۲۵امین امپراتور ژاپن

#### شعبه اجرایی دولت ژاپن

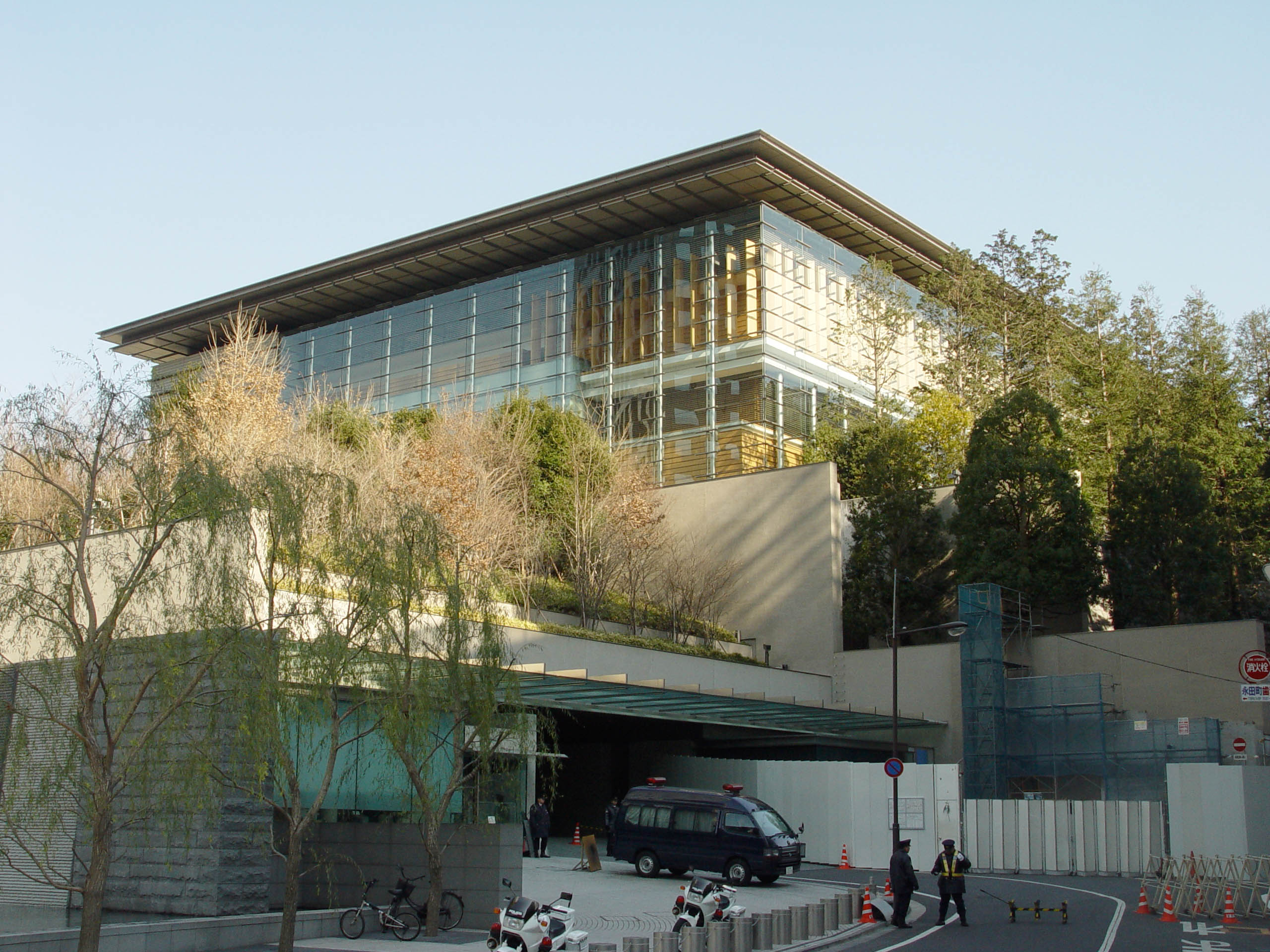
Kantei فعلی، دفتر و محل اقامت نخست‌وزیر.

#### قوه مقننه دولت ژاپن

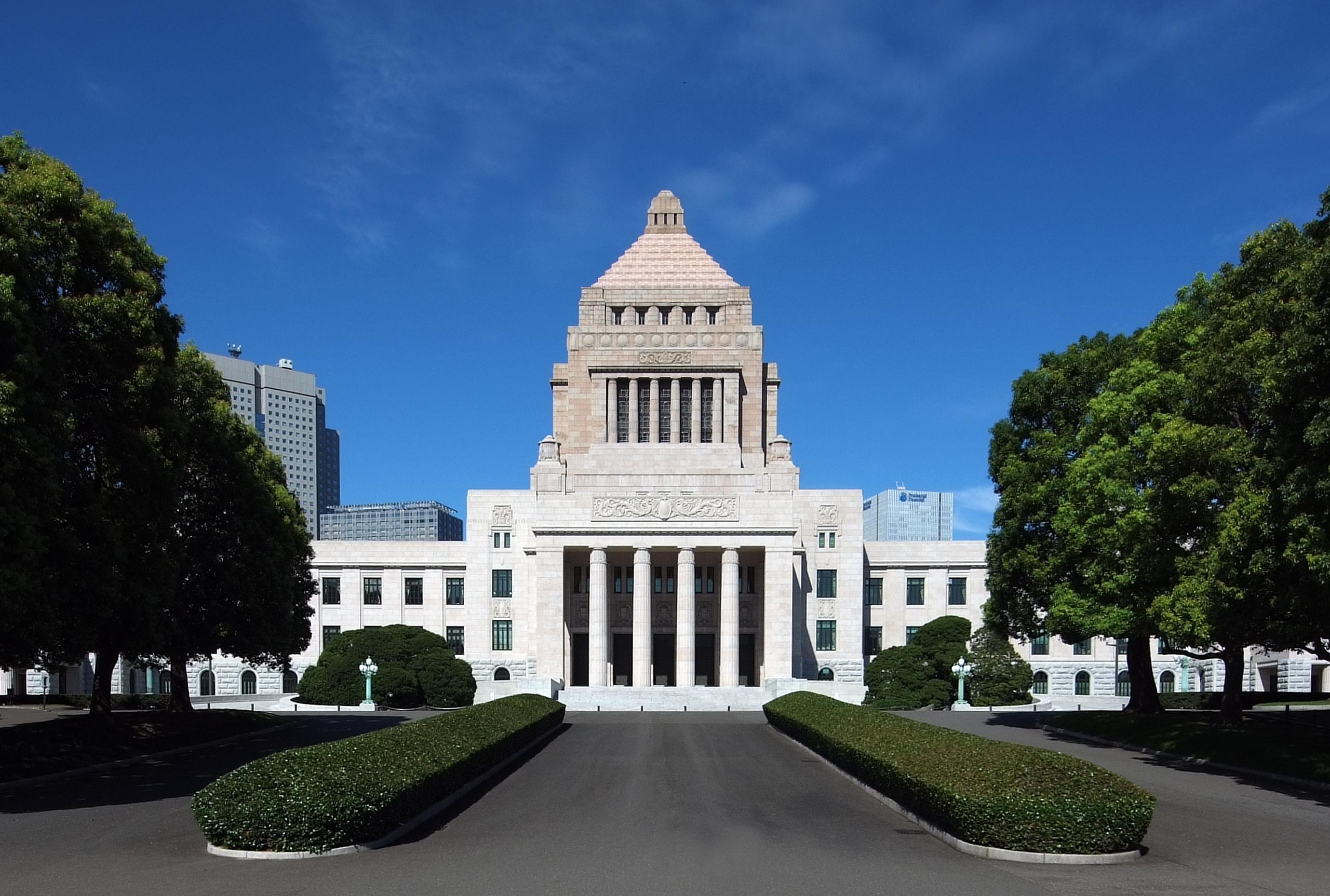
ساختمان دایت ملی

### روابط خارجی ژاپن

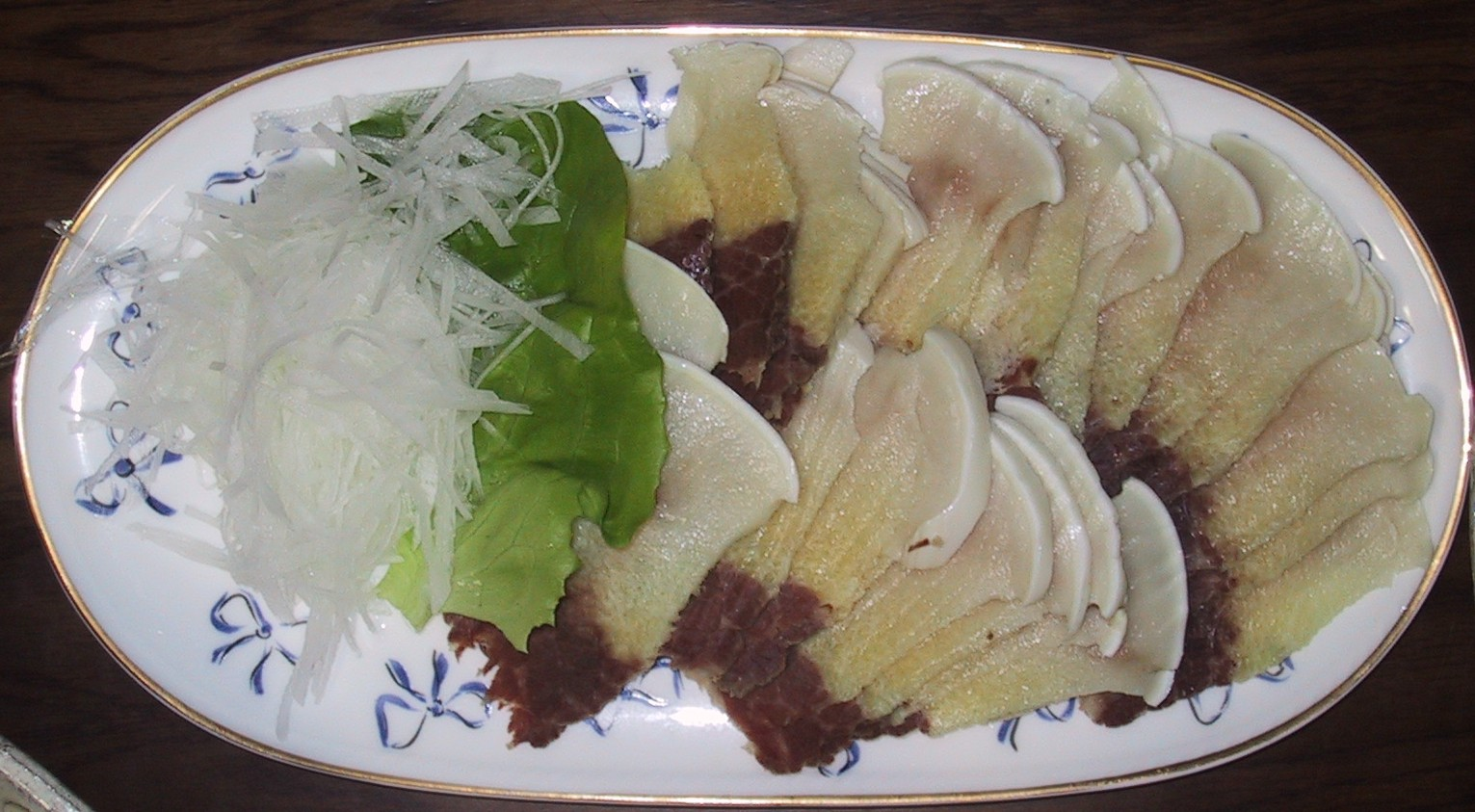
ظرف گوشت نهنگ

### قانون و نظم ژاپن

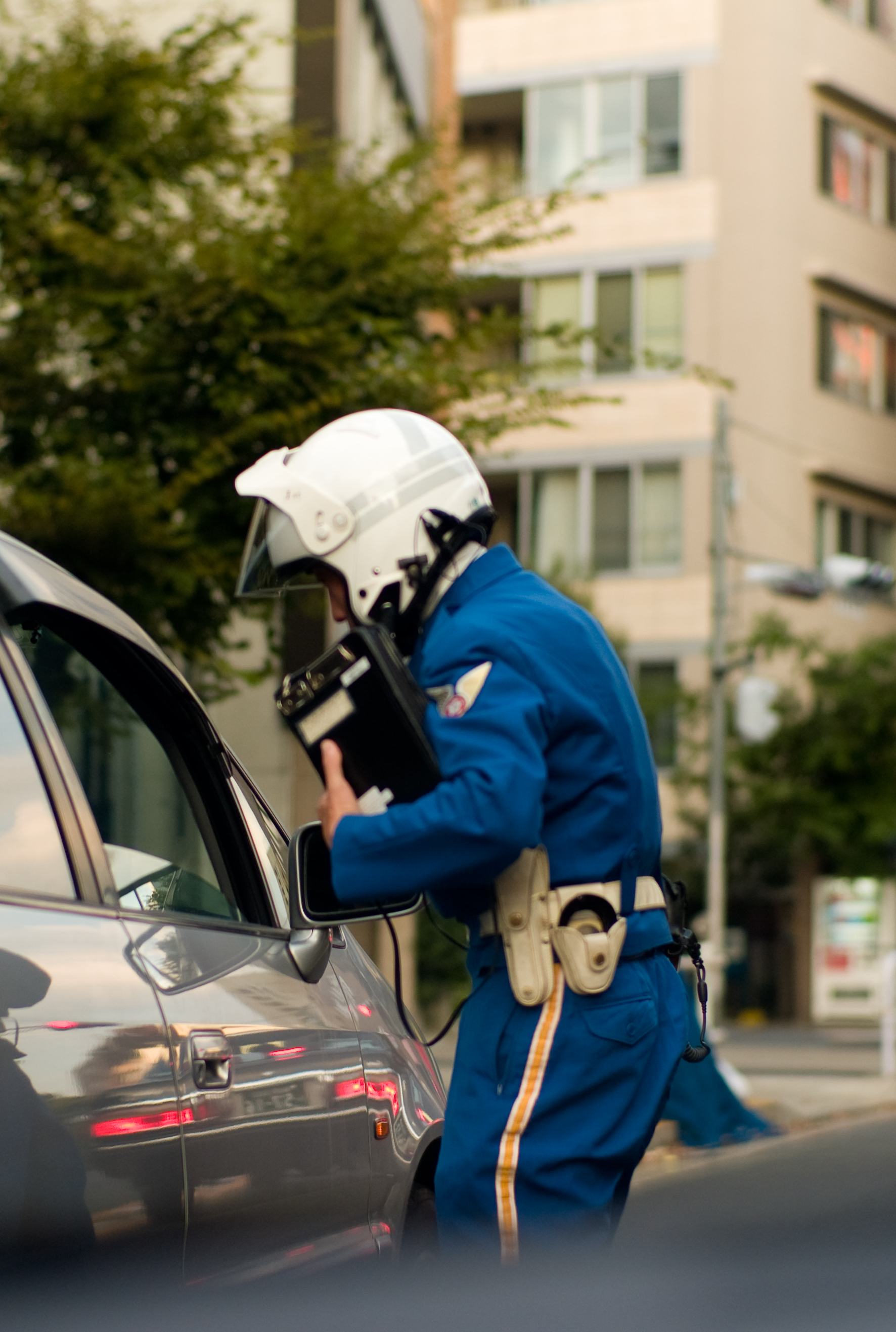
پلیس موتور سیکلت راننده را زیر سؤال می‌برد

## تاریخ ژاپن

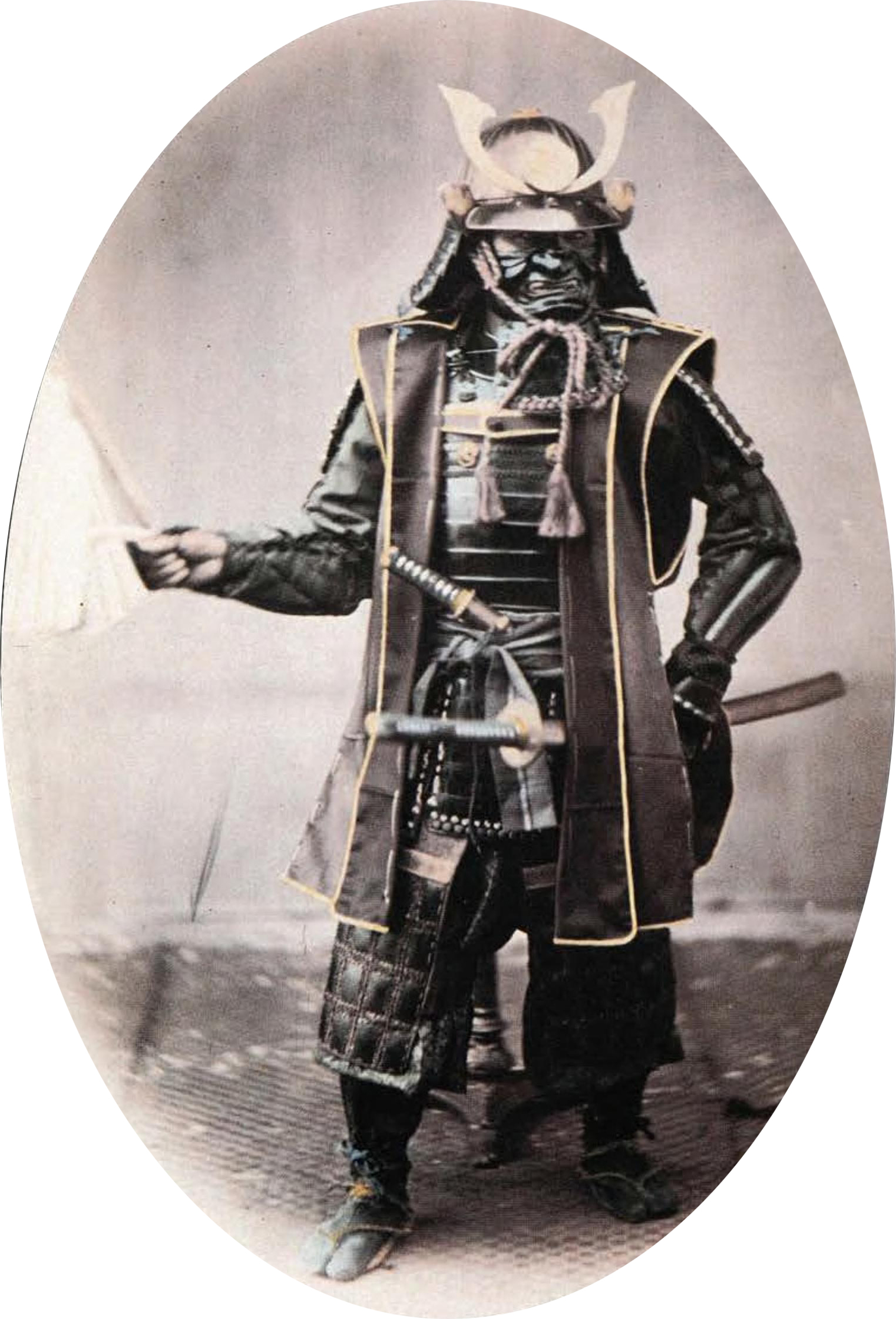
سامورایی ژاپنی در زره

## فرهنگ ژاپن

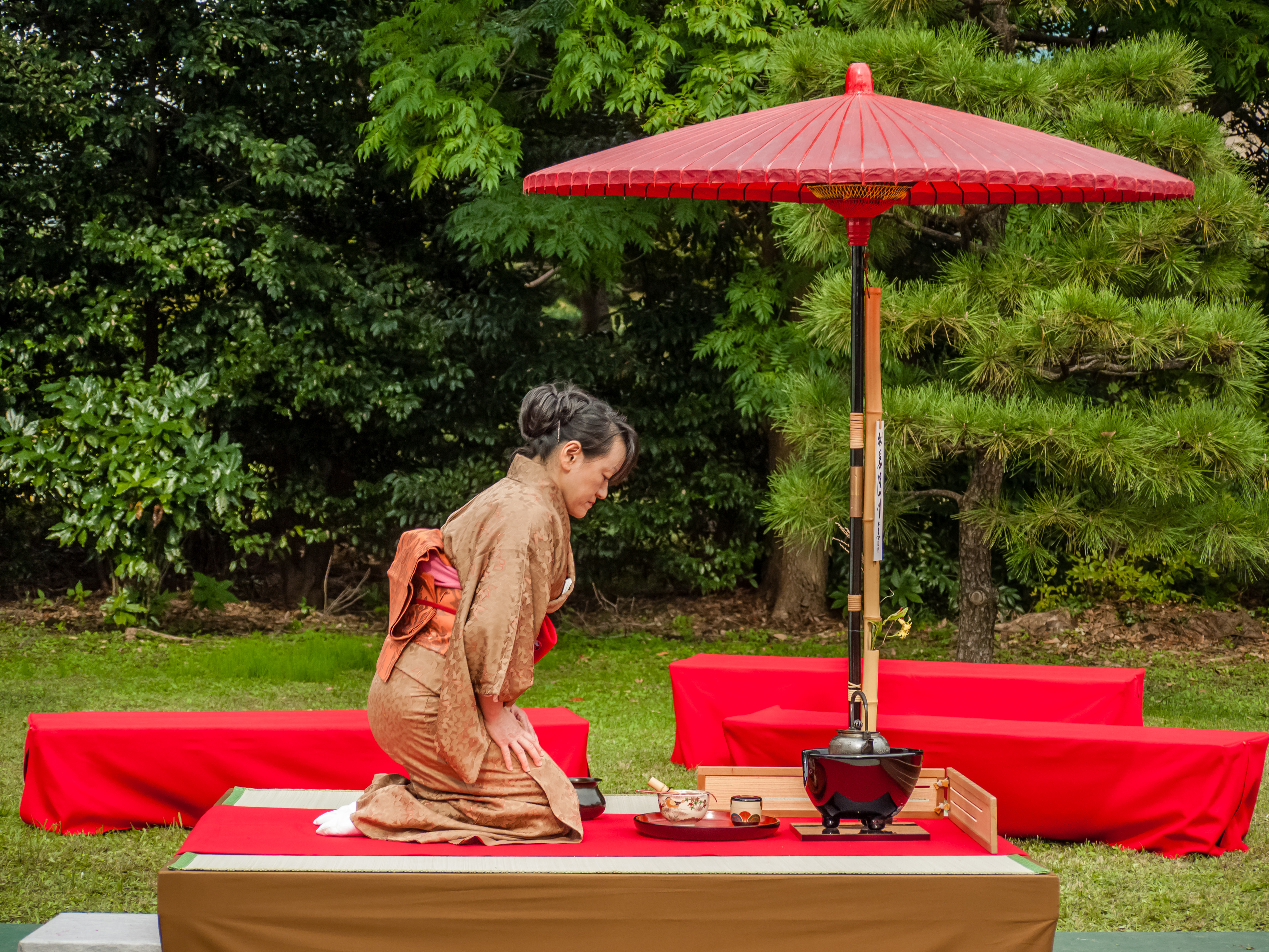
مراسم چای ژاپنی

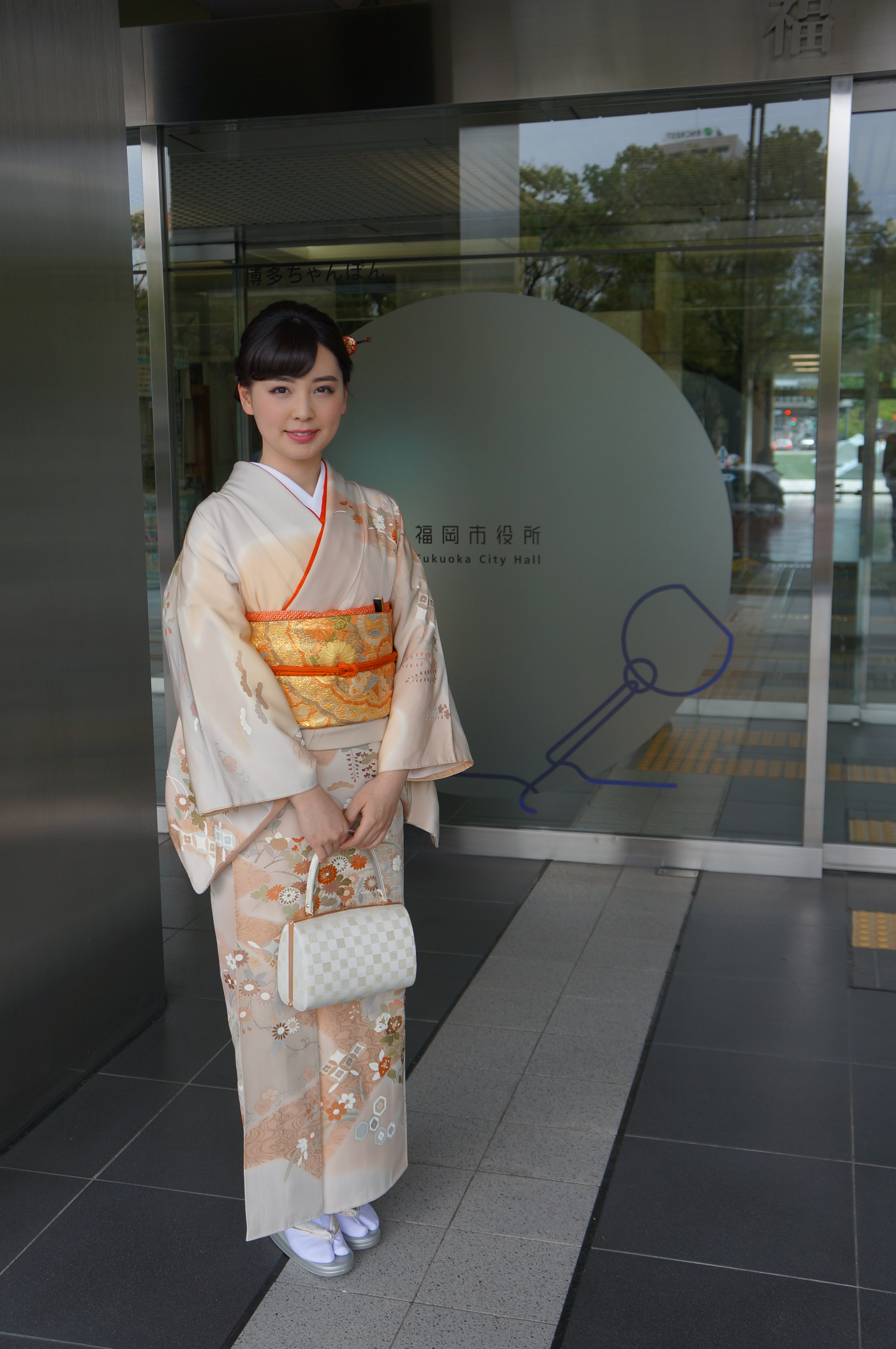
زنی در کیمونو در تالار شهر فوکووکا.

### معماری ژاپن

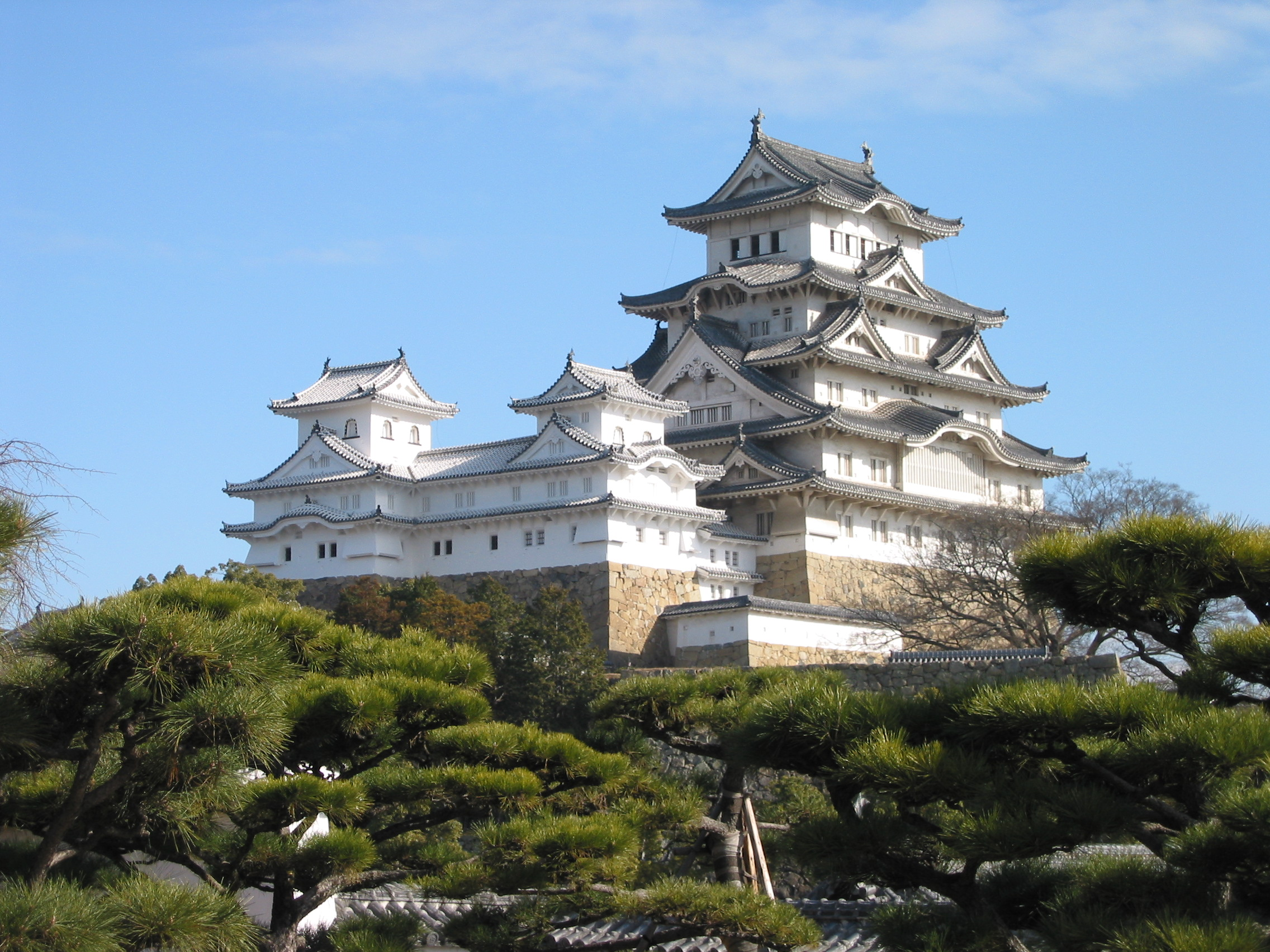
قلعه هیمجی (میراث جهانی یونسکو)

### هنر ژاپن

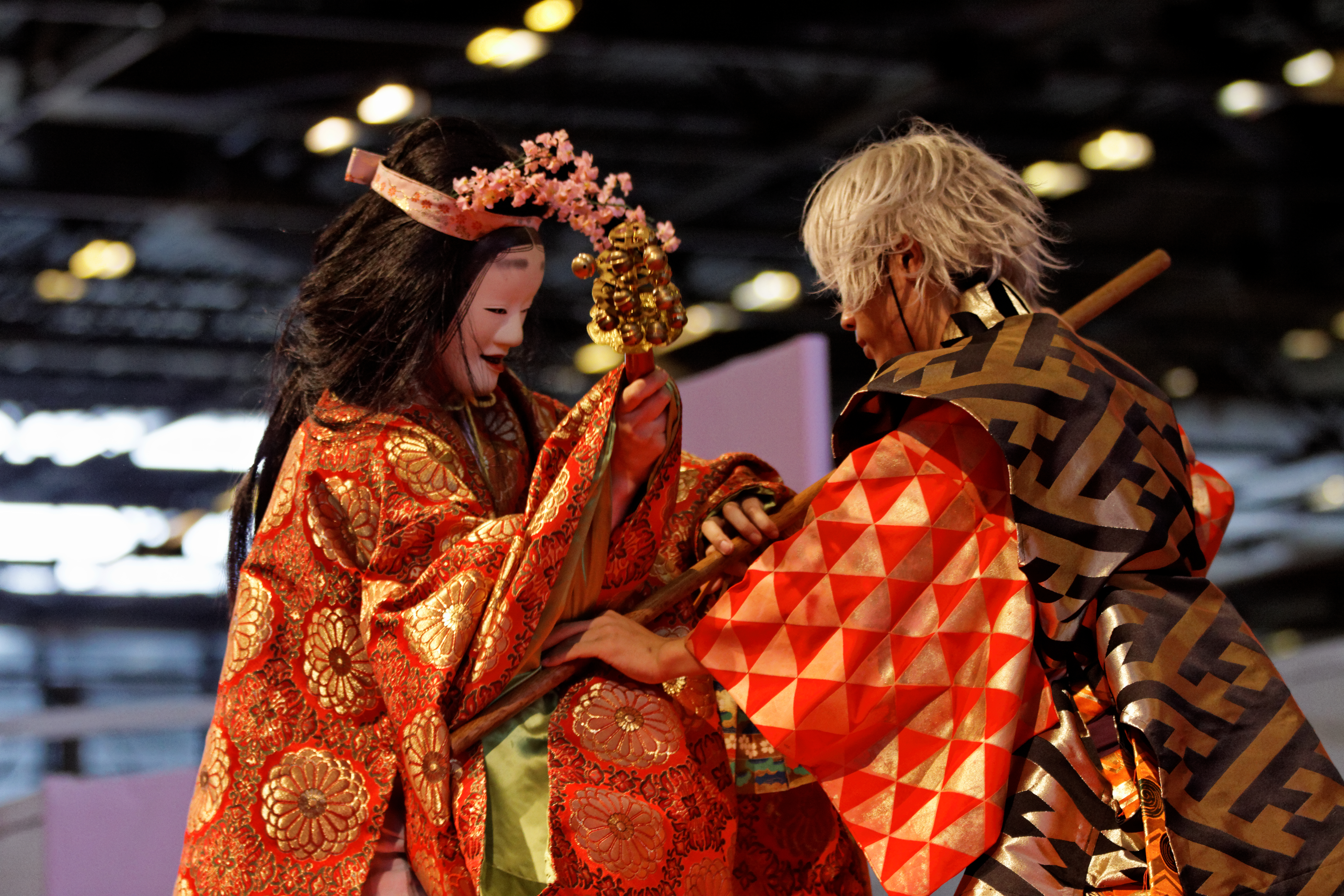
تئاتر کابوکی

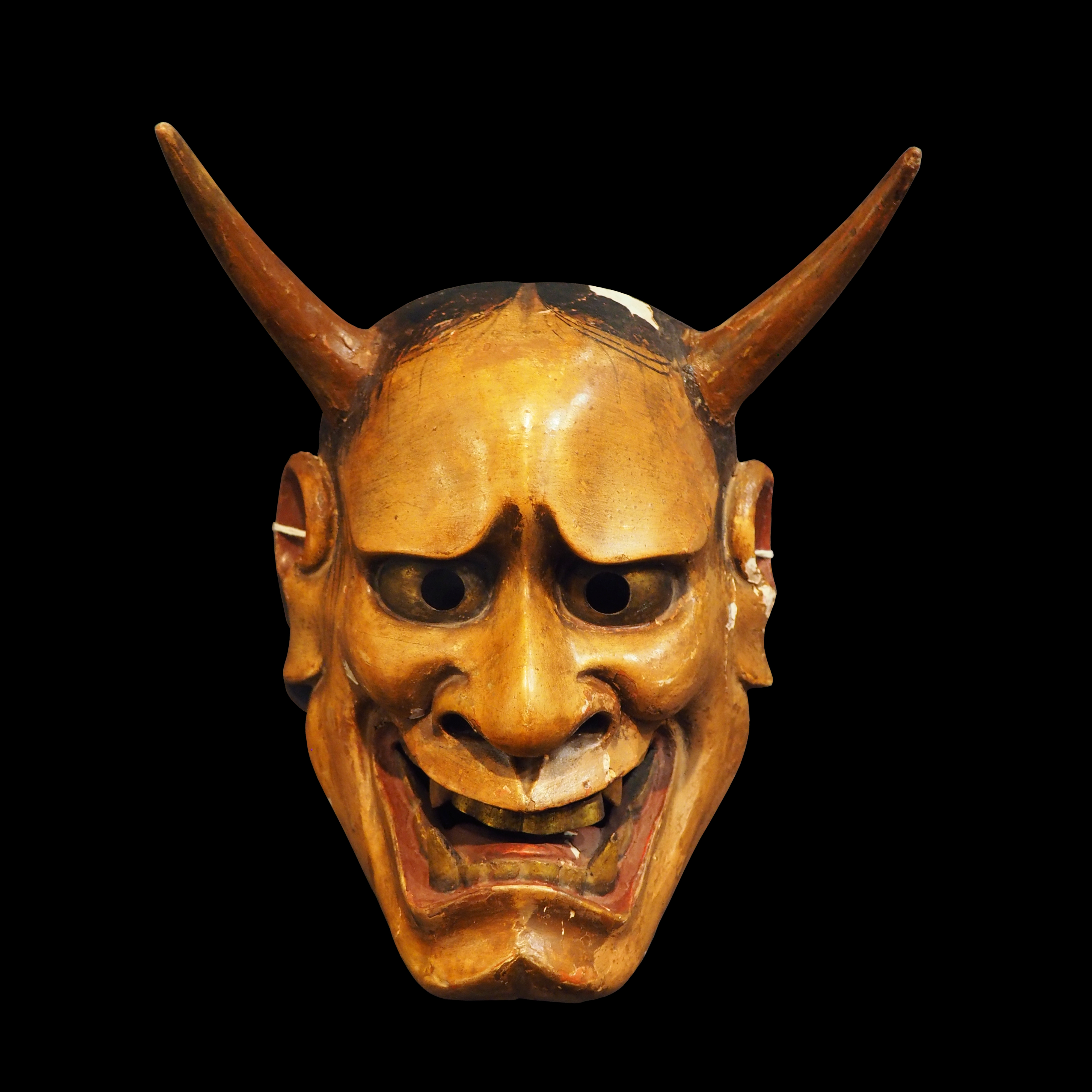
ماسک نو، موزه تاریخی برن

### غذاهای ژاپن

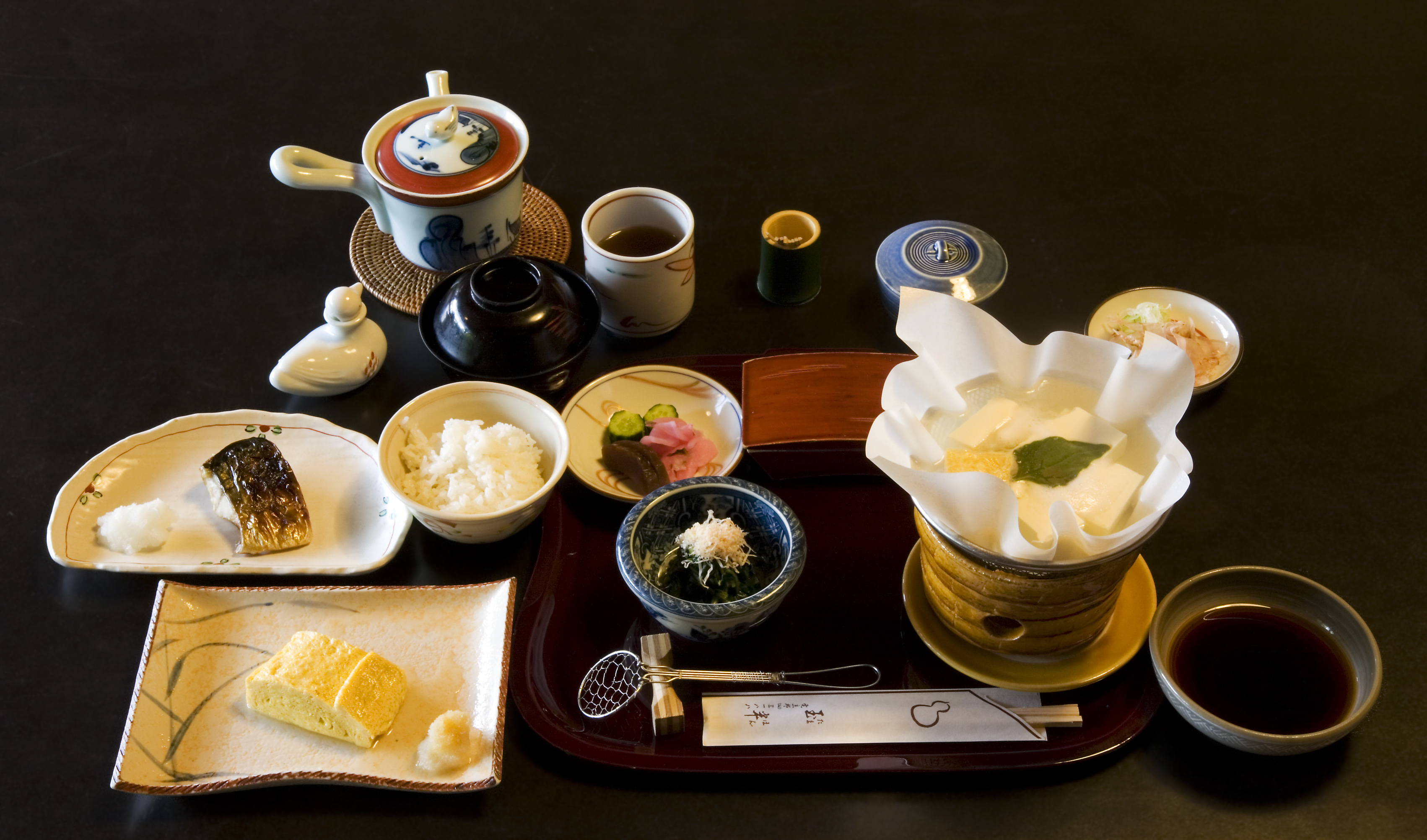
یک صبحانه سنتی ژاپنی

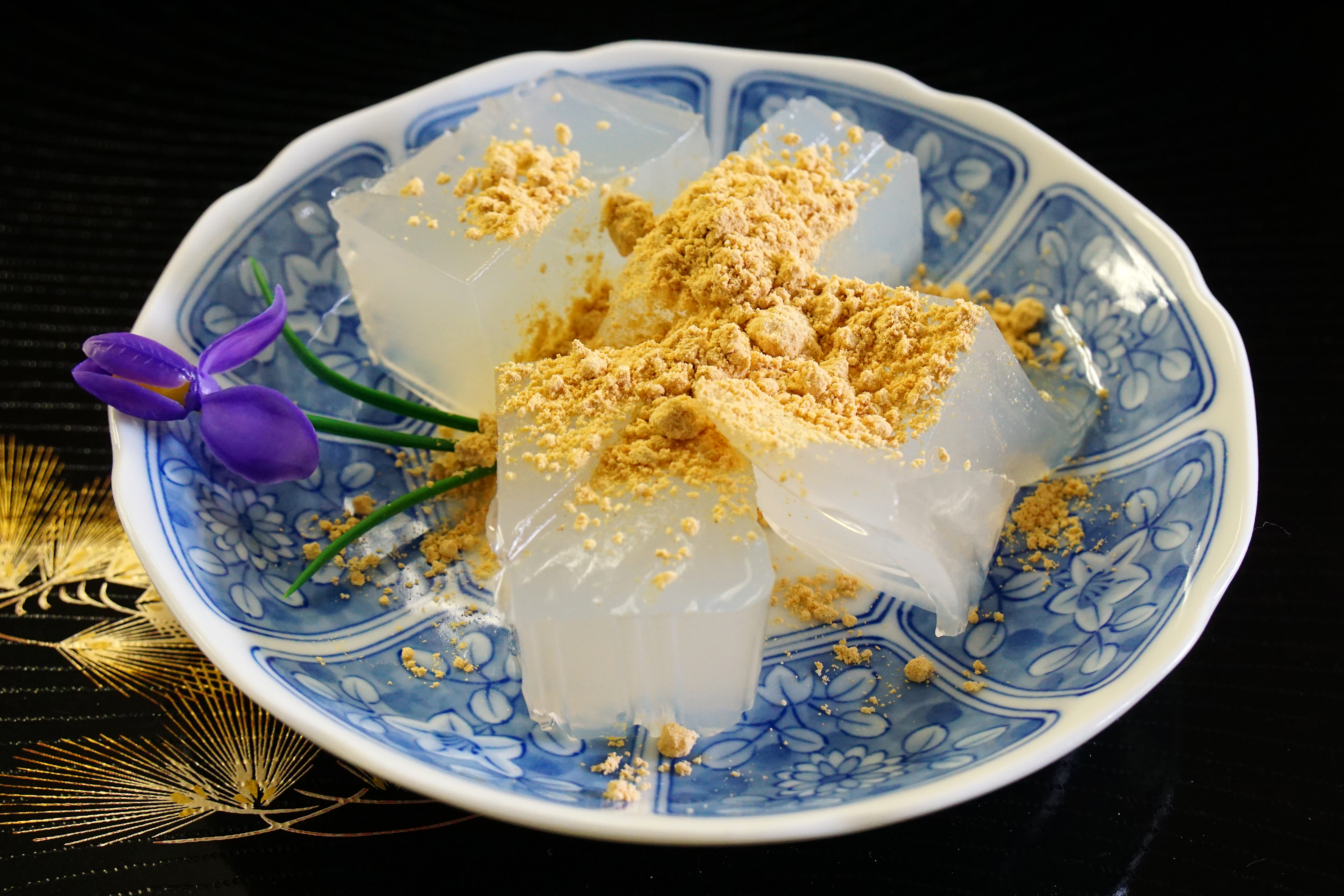
کوزوموشی، یک دسر که به‌طور سنتی سرد شده‌است سرو می‌شود

### نمادهای فرهنگی ژاپن

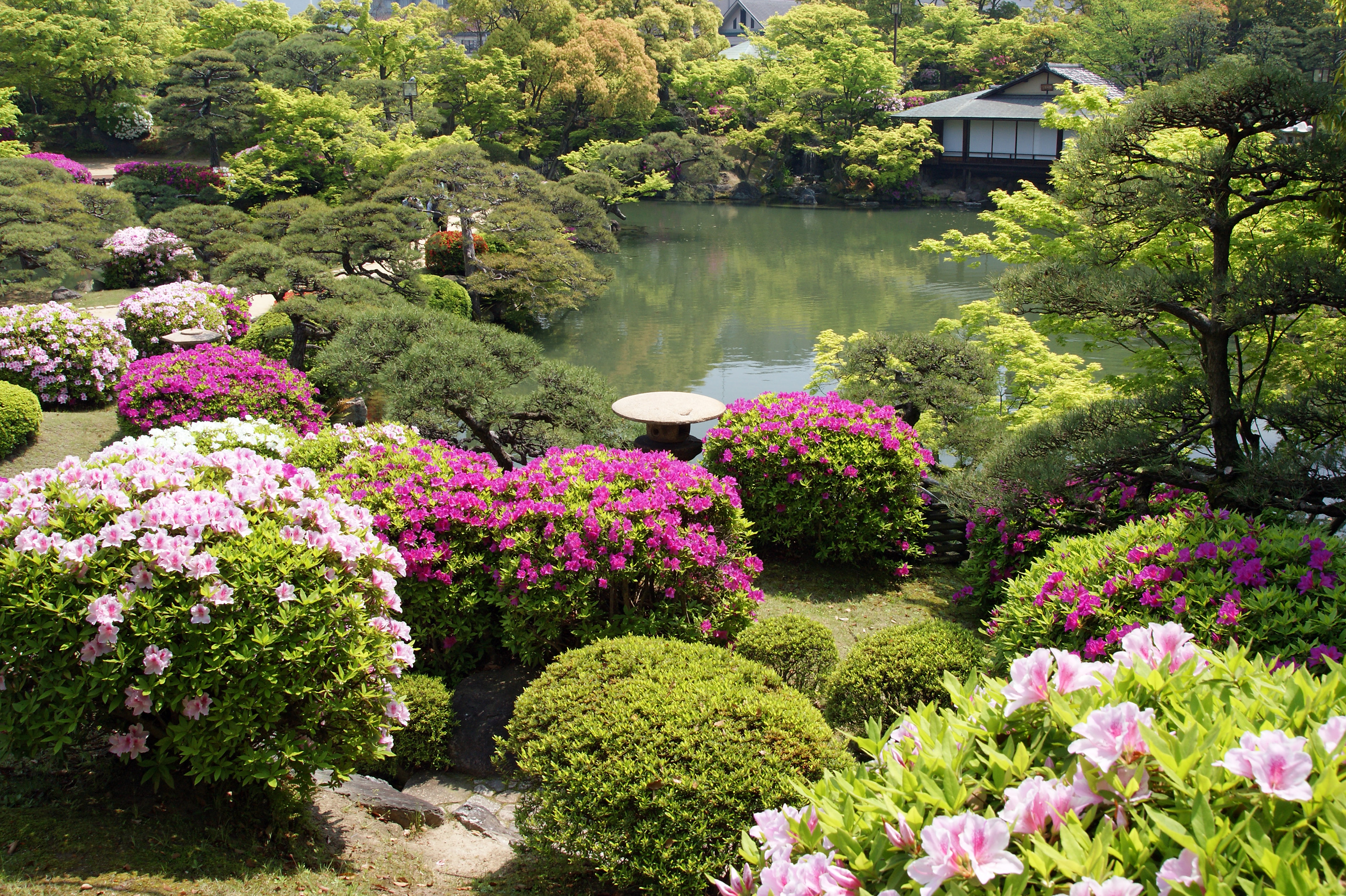
باغ Sōraku-en rododendron

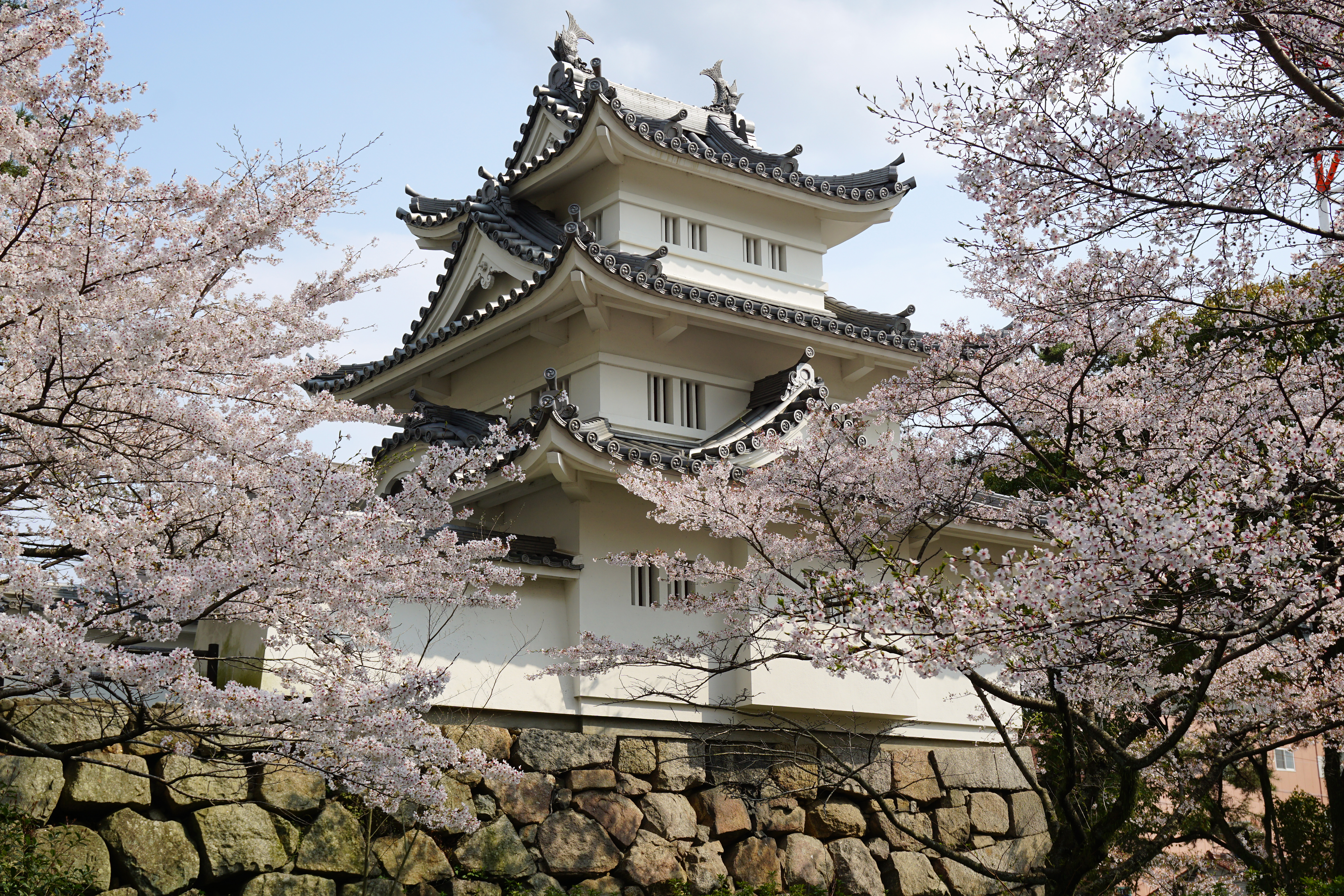
ساکورا در قلعه Tsu

### مد در ژاپن

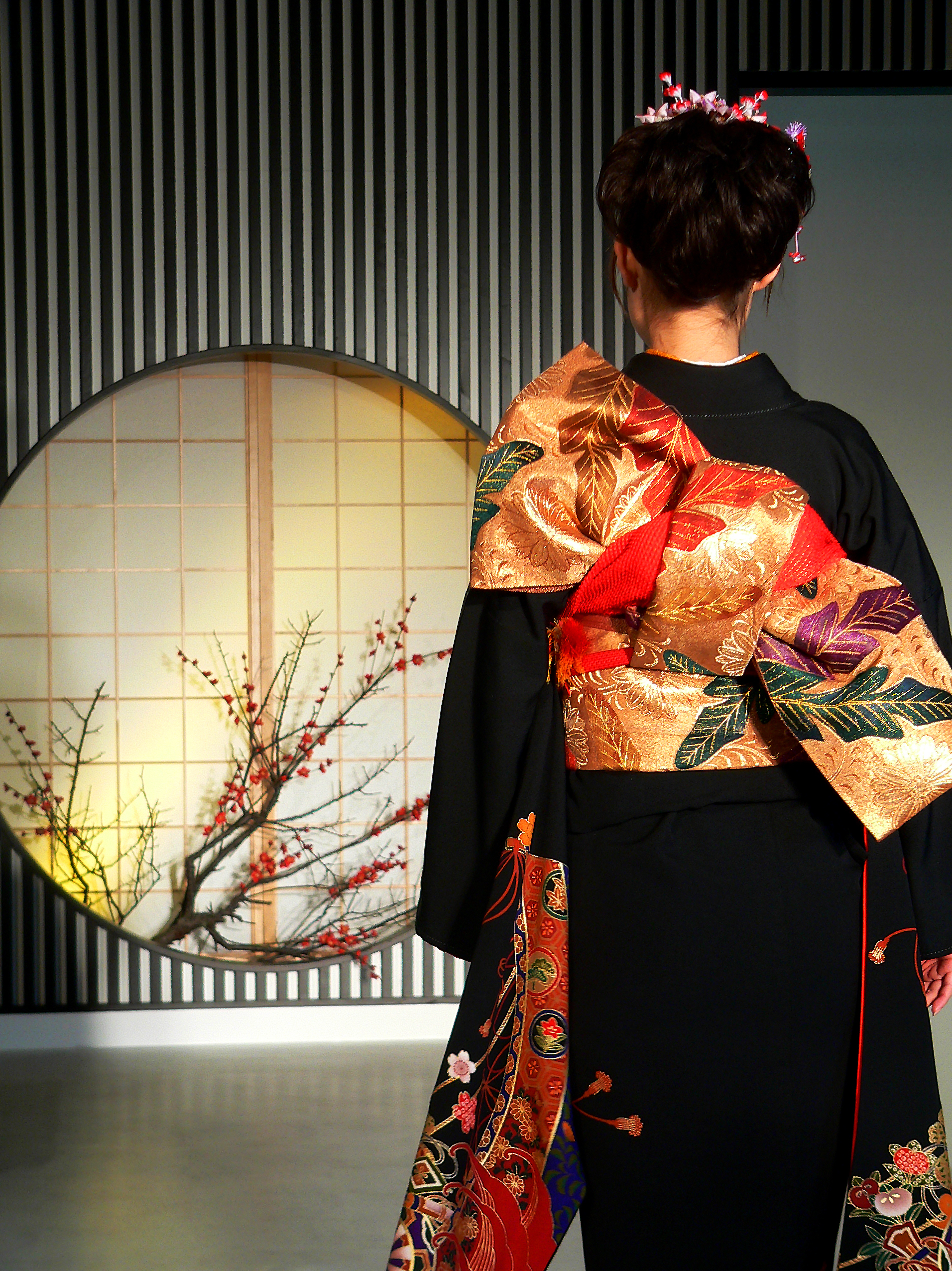
زنی که کیمونو پوشیده‌است

### تعطیلات و جشنواره‌های ژاپن

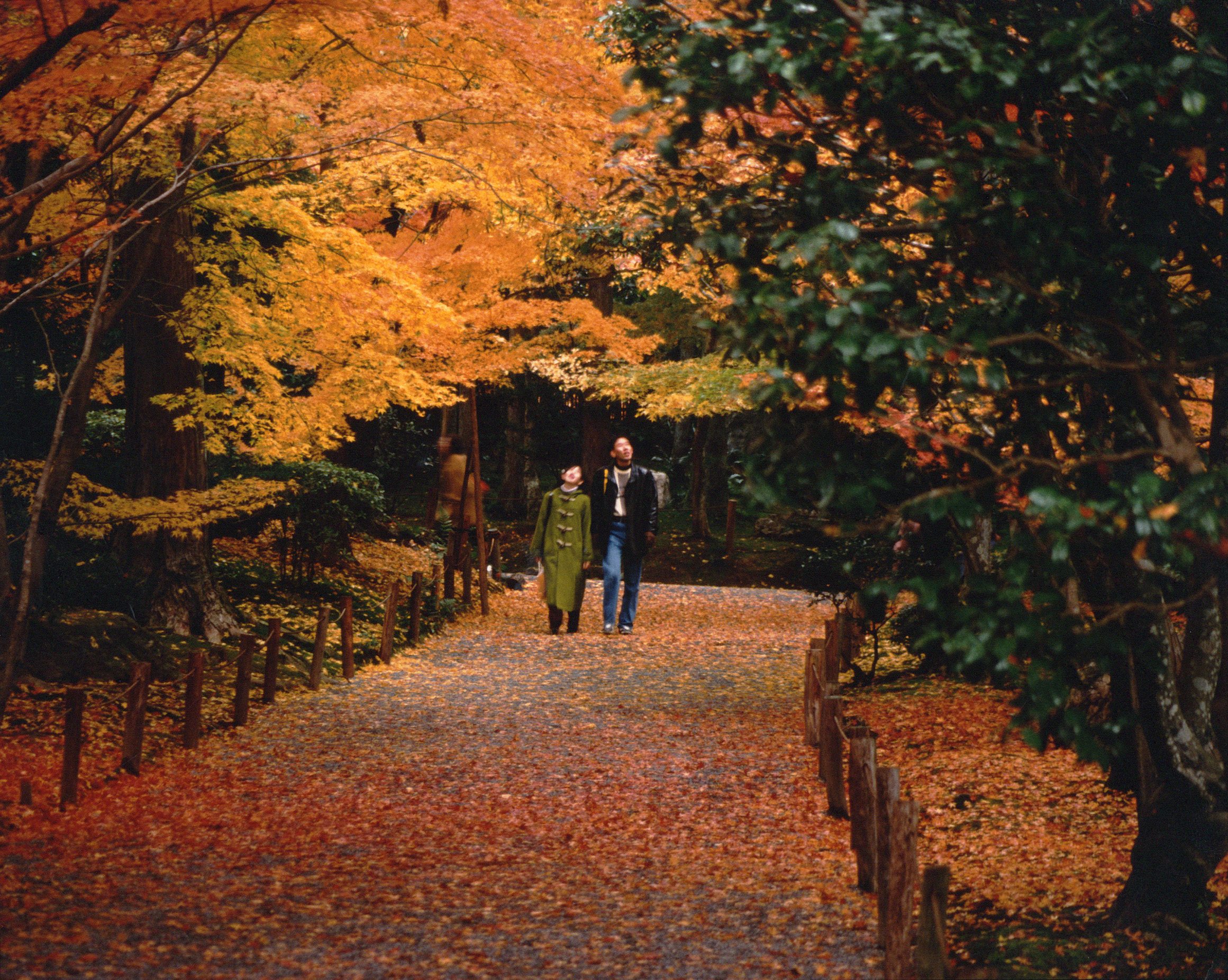
Momijigari at ریوان-جی در کیوتو

### خانه‌های ژاپن

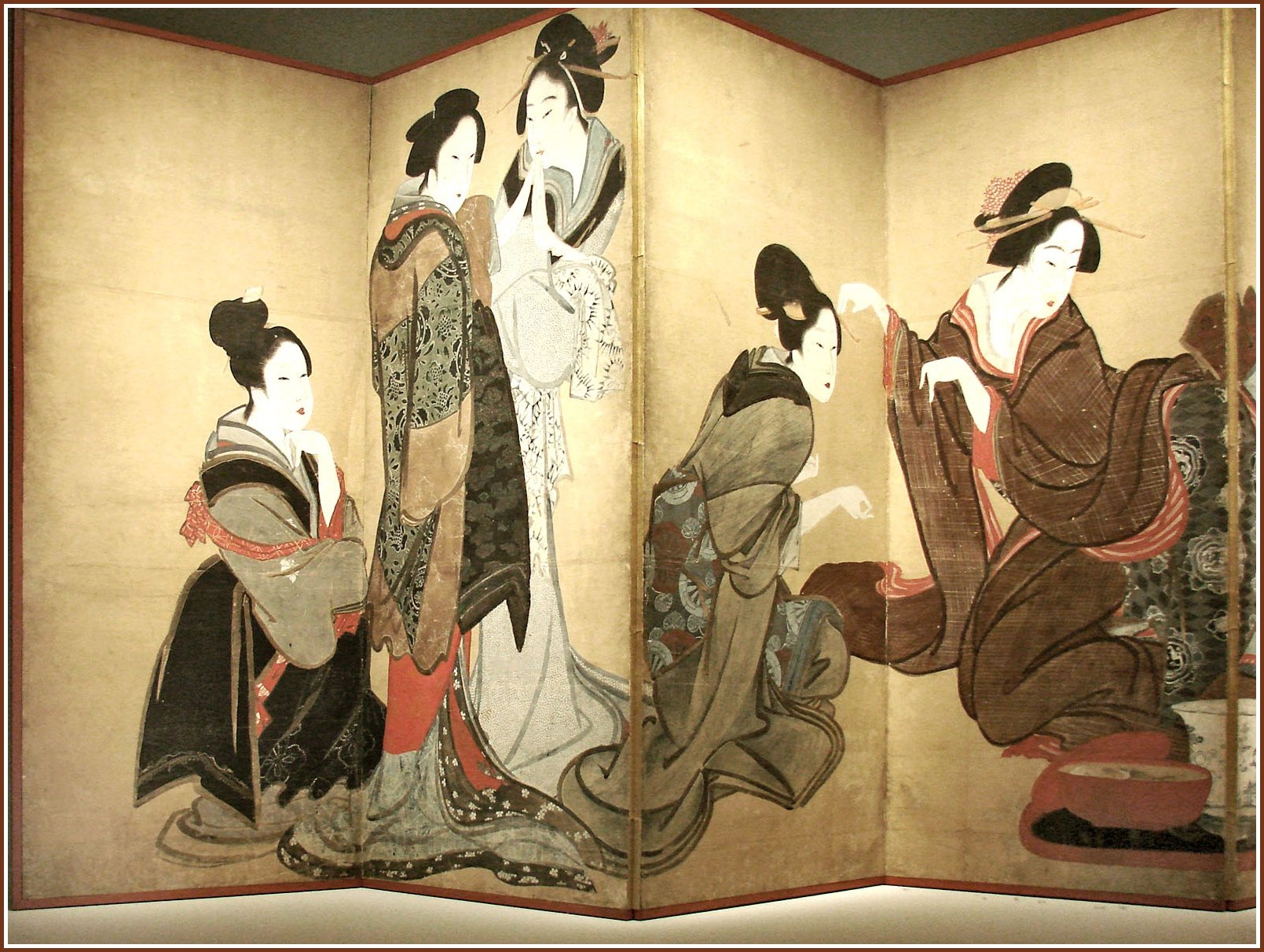
Byōbu، یک صفحه نمایش تاشو هشت پانل از قرن ۱۹

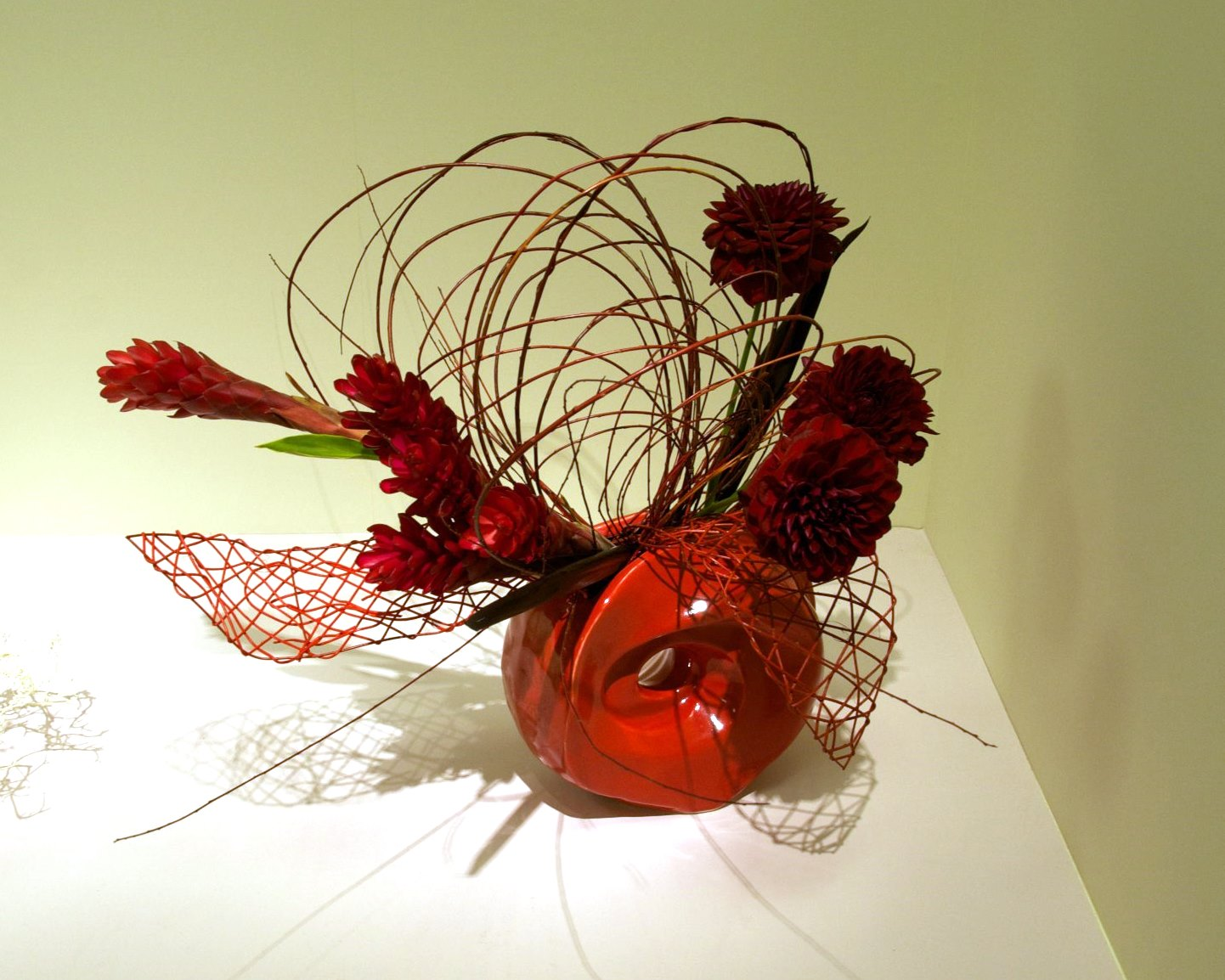
ترتیب Sōgetsu-ryū ایکبانا

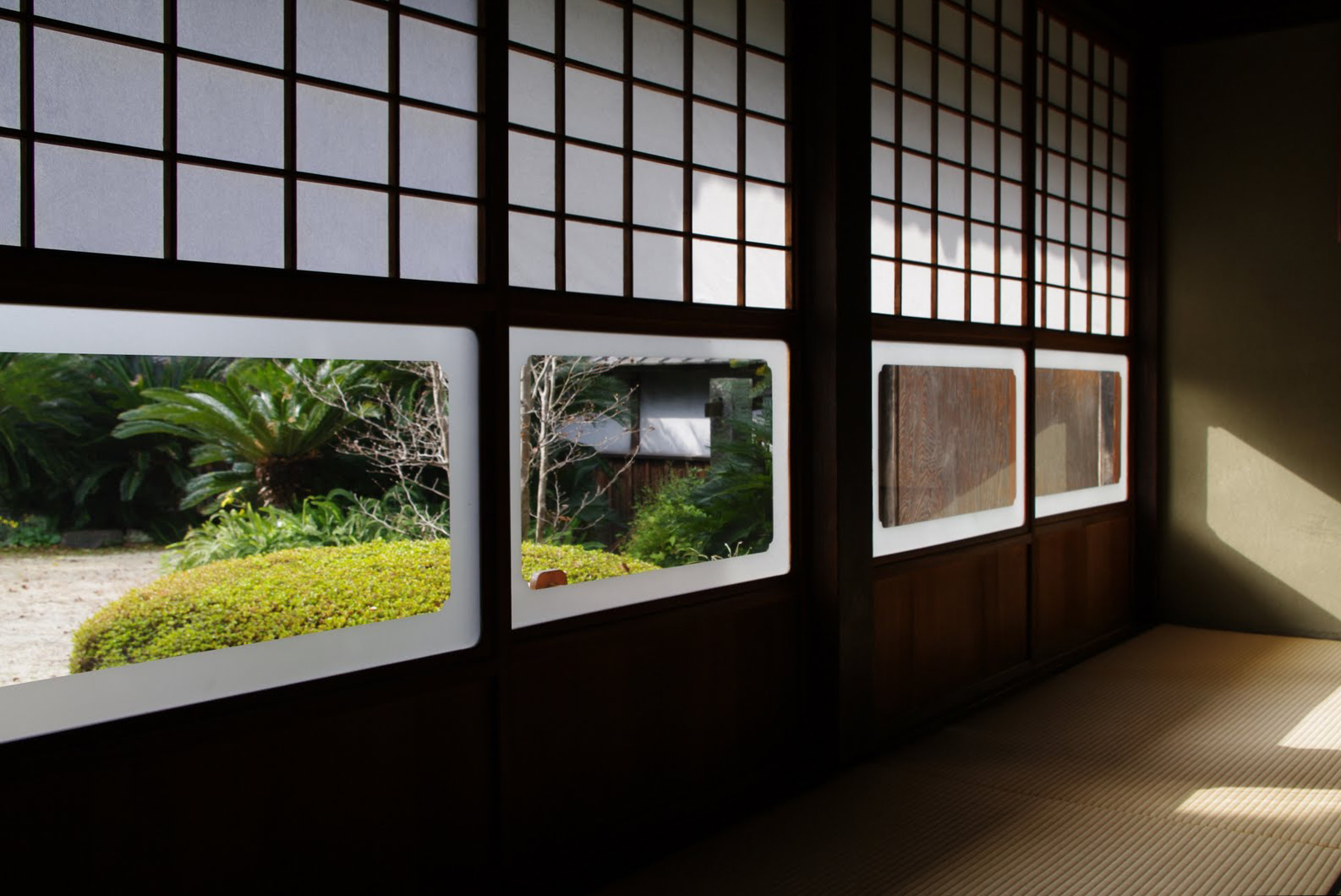
شوجی

#### کلیشه‌ها در ژاپن

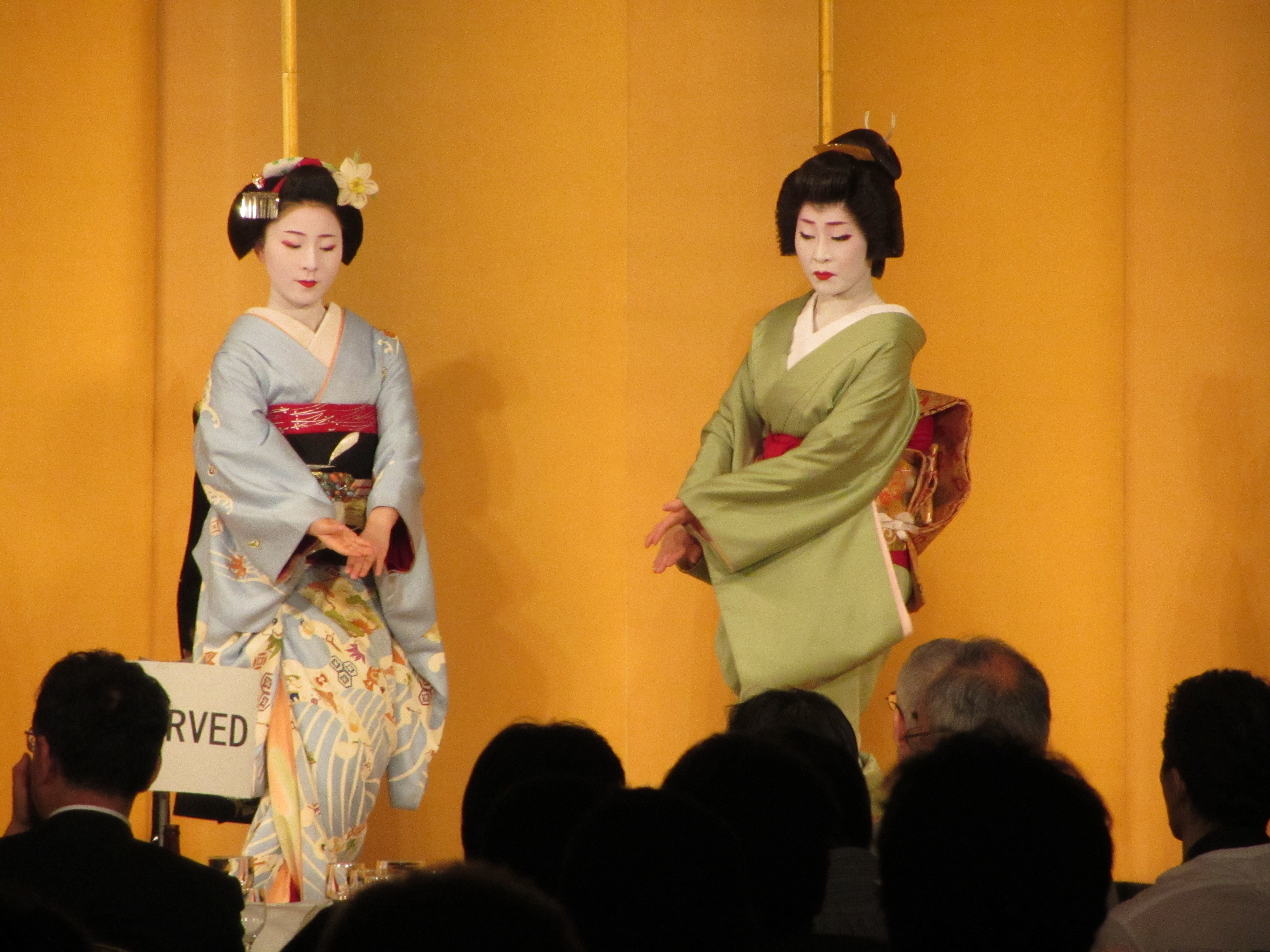
یک گیشا و یک مایکو می‌رقصید

### ورزش و بازی در ژاپن

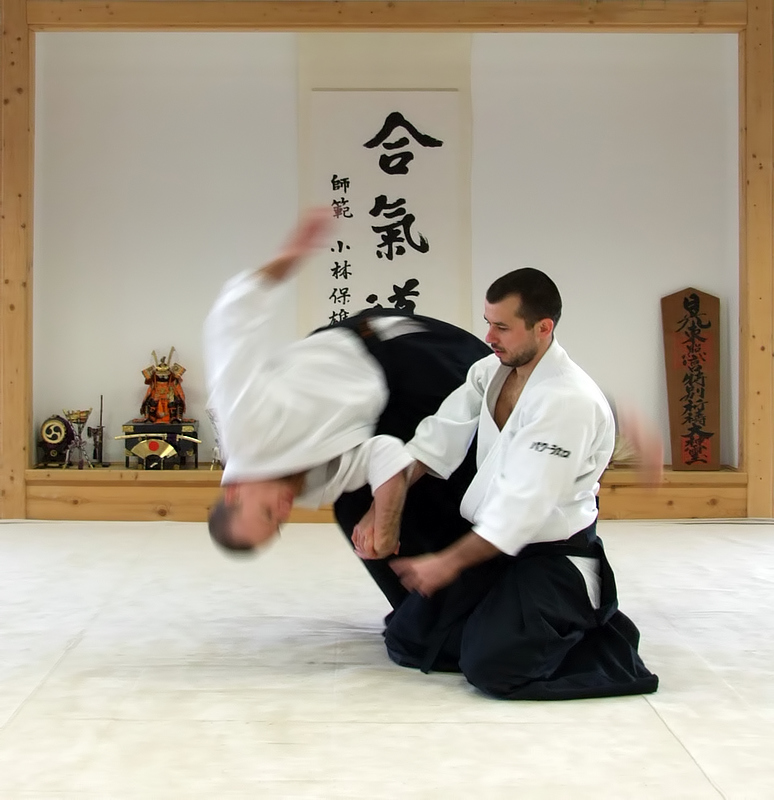
آیکیدو، یک هنر رزمی مدرن ژاپنی است

## اقتصاد و زیرساخت‌های ژاپن

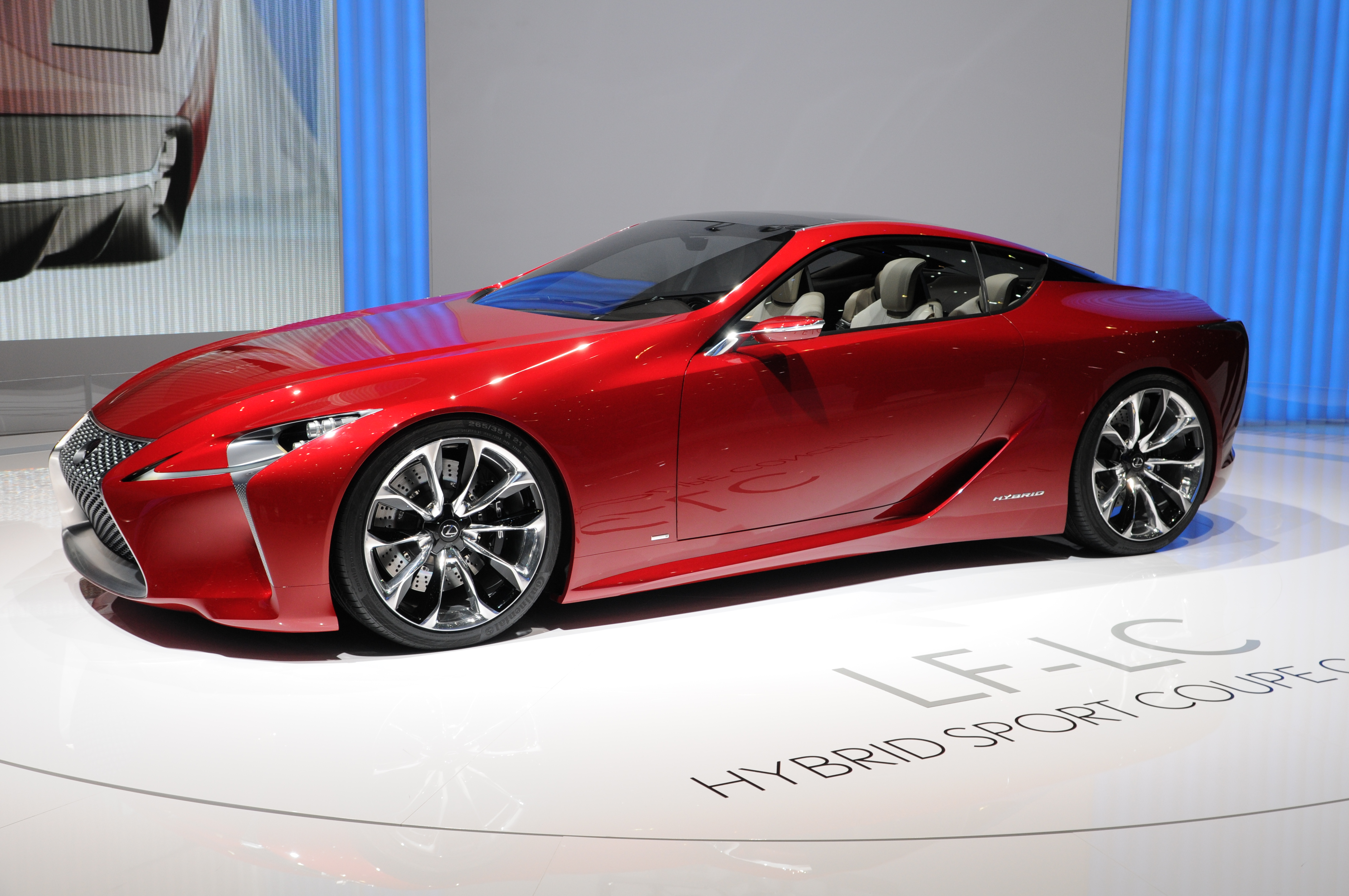
Lexus LF-LC، کوپه دو درب است که توسط لکسوس تولید شده‌است

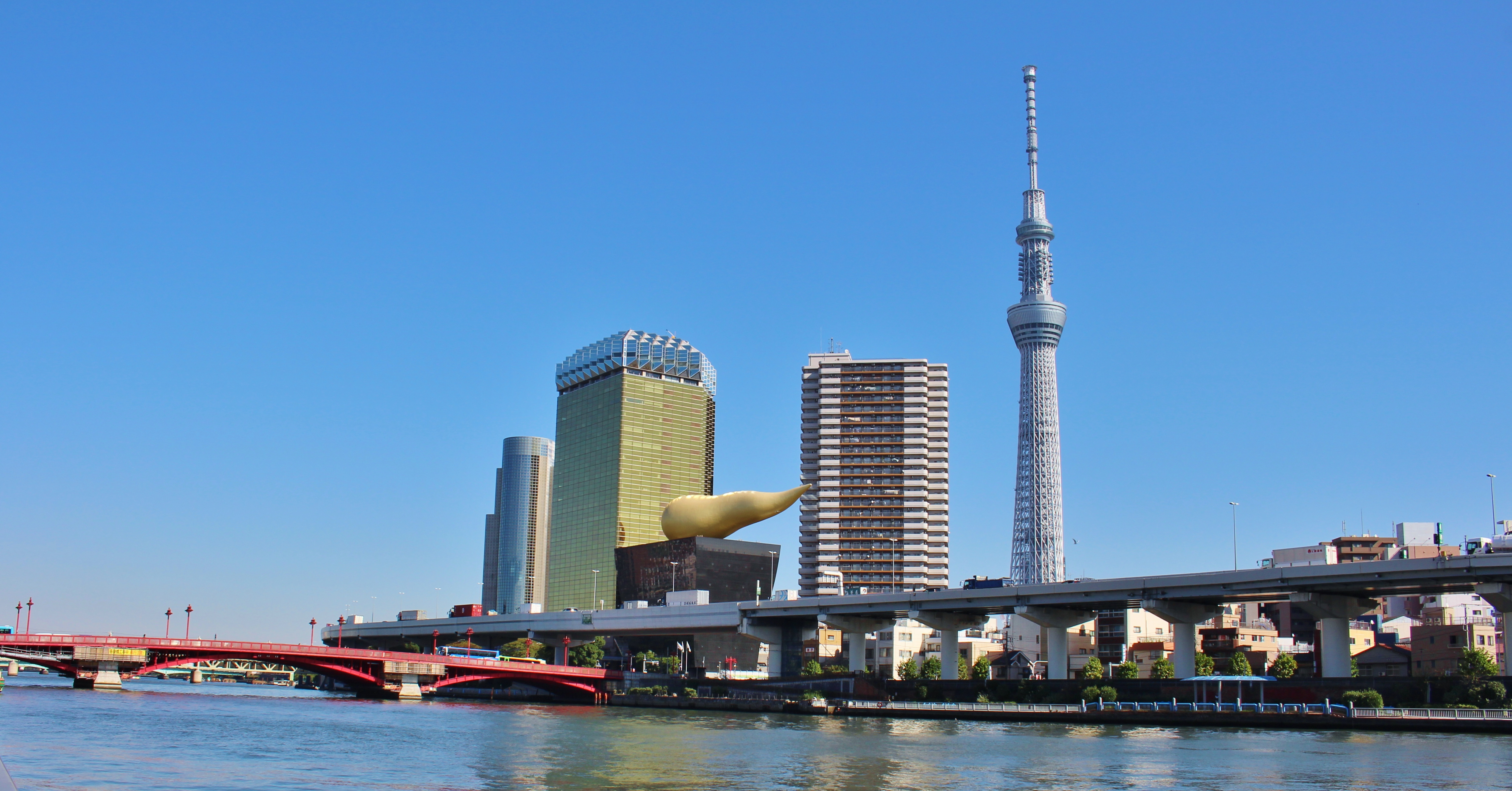
توکیو اسکای‌تری، بلندترین سازه در ژاپن است

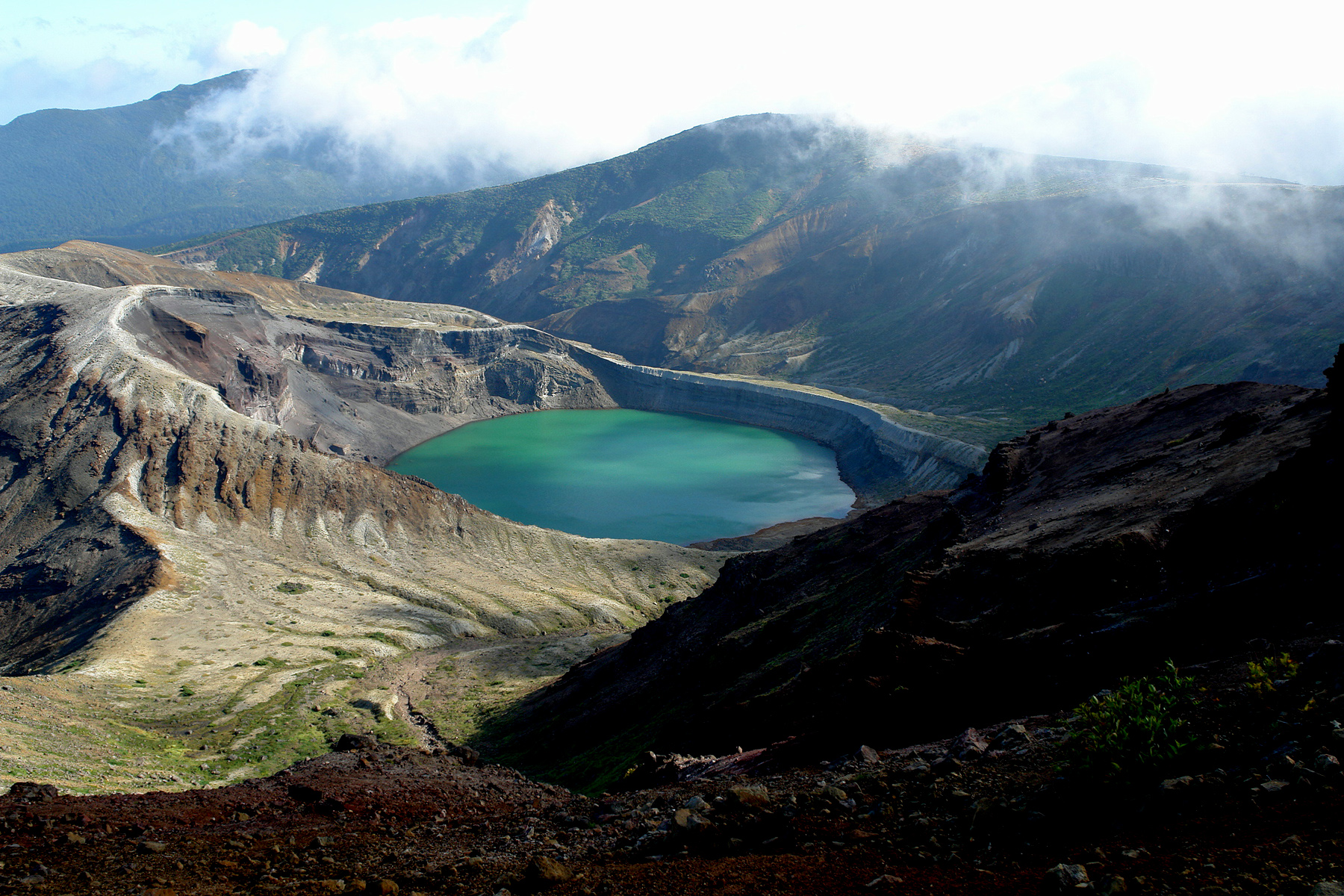
پارک ملی Zaō Quasi-National

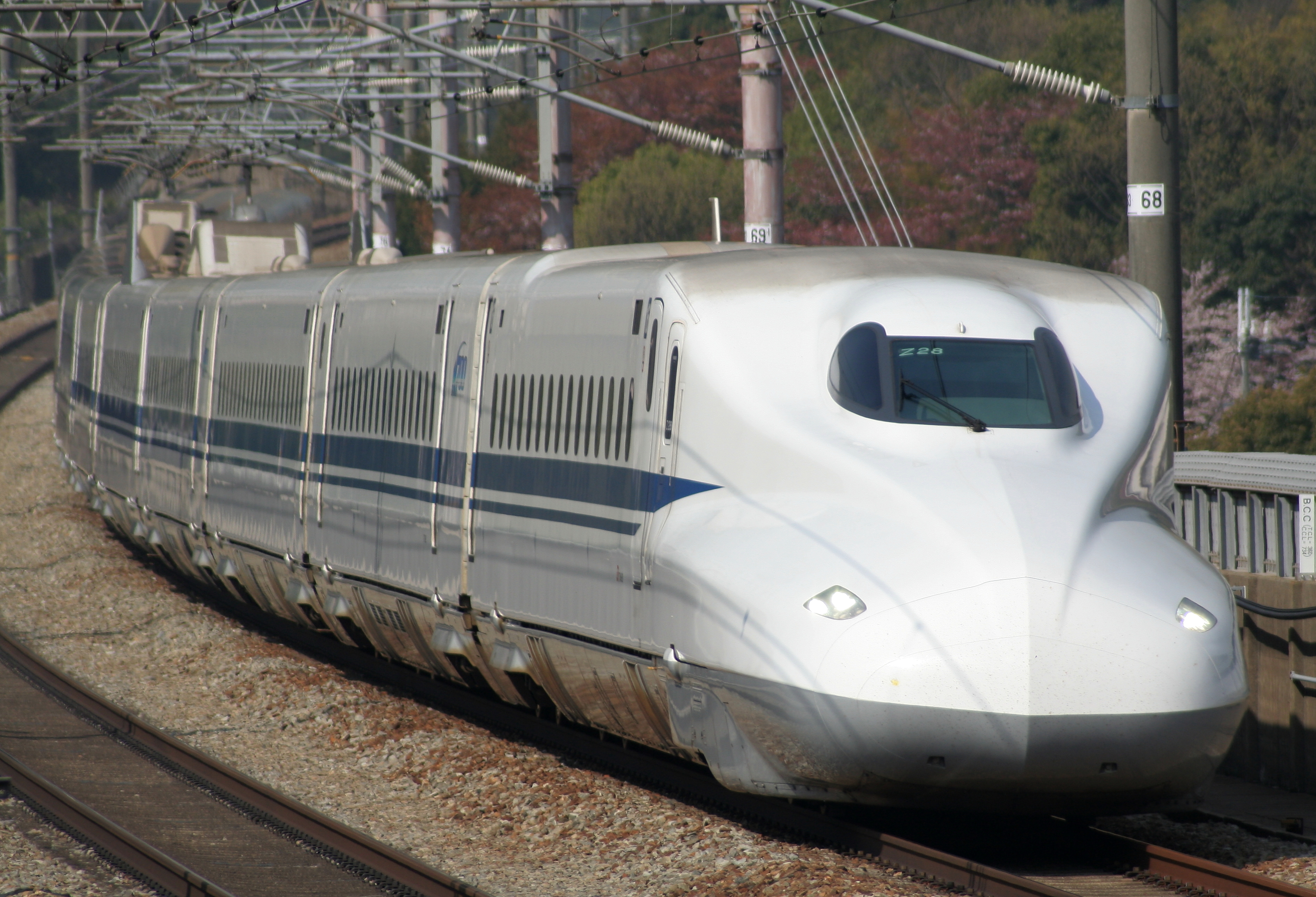
شینکانسن

## آموزش در ژاپن

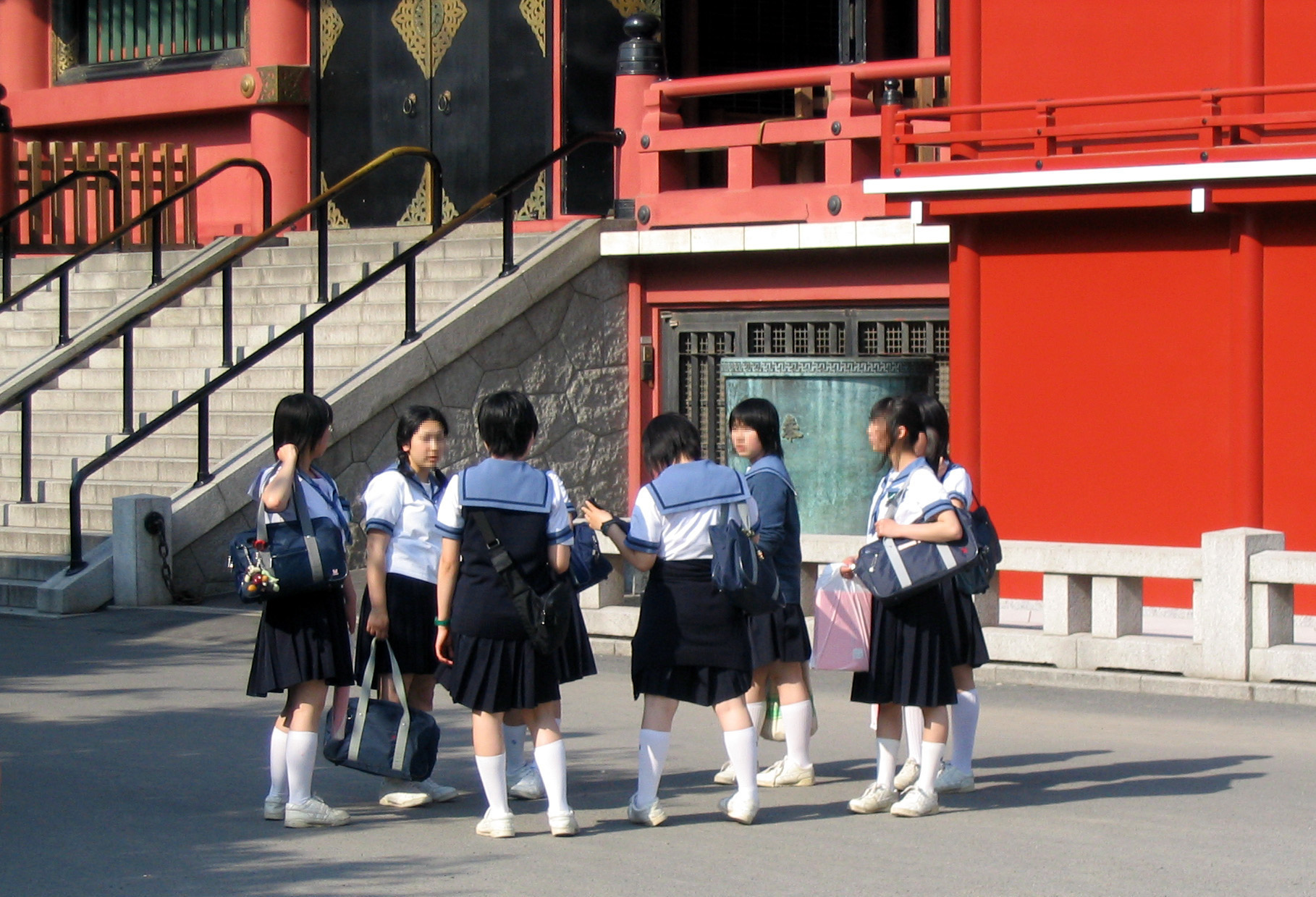
دانش آموزان دبیرستانی ژاپنی در لباس مدرسه به سبک ملوانی

## علم و فناوری ژاپن

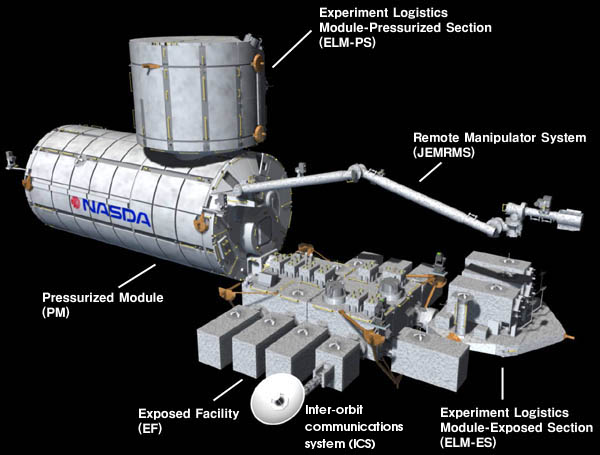
آژانس کاوش‌های هوافضای ژاپن آزمایشگاه فضایی کیبو، بزرگترین ماژول ایستگاه فضایی بین‌المللی